# 2008年の音楽
2008年の音楽（2008ねんのおんがく）では、2008年の音楽分野に関する動向をまとめる。
2007年の音楽-2008年の音楽-2009年の音楽

## 概要
- - オリコンアルバムチャートで、徳永英明『VOCALIST』『VOCALIST 2』『VOCALIST 3』の3枚同時TOP10入りとなった。
  - 同日発表の1月28日付オリコン週間シングルチャートで、東方神起「Purple Line」が初の1位となった。日本以外のアジアのグループによる首位は史上初。
- 1月29日 - 倖田來未がパーソナリティを務めたラジオ番組で「35歳を回るとお母さんの羊水が腐ってくる」と舌禍発言し、多くの批判を受けた。これを受け本人・所属レコード会社エイベックス・放送したニッポン放送は謝罪し、翌日に発売されたアルバム『Kingdom』のプロモーションおよび本人の活動が4月12日のライブツアー開始まで自粛された。
- 2月5日 - 同日発表の2月11日付オリコン週間シングルチャートで、SoulJa「ここにいるよ feat.青山テルマ」のアンサーソングである青山テルマ feat.SoulJa「そばにいるね」が、先週の3位から2ランクアップで初の1位となった。
- 2月10日 - 第50回グラミー賞開催。エイミー・ワインハウスがカニエ・ウェストの8部門に次ぐ主要4部門含む6部門でノミネートされ、今グラミー賞で最多の5部門を受賞した。#第50回グラミー賞
- 2月20日 - 同日発表の2月19日付オリコンデイリーシングルチャートで嵐の21枚目のシングル「Step and Go」の指数が107689となり、指数公開後初めて10万を突破。
- 2月26日 - 同日発表の3月3日付オリコン週間シングルチャートで、ジェロの演歌デビュー曲「海雪」が初登場4位となる。演歌・歌謡曲のデビューでは関ジャニ∞「浪花いろは節」を抜き初登場歴代最高位。
- 3月3日 - 「ジングルベル」がYouTubeスタッフが選ぶ2007年ベストビデオ賞を受賞した、ネコのアカペラコーラスグループMUSASHI'Sが、2月27日にスターダストプロモーションと7000円のカツオ1匹で契約し、music.jpと「スタデジ」（スターダストプロモーションの音楽配信専門レコードレーベル）配信の蛍の光で歌手デビュー。
- 3月4日 - 同日発表の3月10日付オリコン週間シングルチャートで、NEWS「太陽のナミダ」がデビューから8作連続1位となり、光GENJIと並び2位タイ記録に。2か月後には「SUMMER TIME」で9作連続1位となり単独2位記録となった。
- 3月8日 - TOKIOの山口達也が5歳年下の元モデルと結婚、同日夜のTOKIO武道館ライブでファンに報告（2016年離婚）。
- 3月19日 - 大阪在住の3人組ガールズバンド、MAD CATZがCDデビュー。ヴォーカルとギターを担当するSAYAKAは、後に本名の山本彩として、2010年10月からNMB48のメンバーとして活動する。
- 4月8日 - 浜崎あゆみが歌手デビューから10周年を迎える。この日発売のシングル「Mirrorcle World」でオリコンシングルチャート10年連続首位を達成。女性アーティストでは中森明菜の9年連続を抜く新記録となった。
- 4月14日 - LOUDNESSのドラマー、樋口宗孝が肝細胞癌であることを告白し、活動休止。しばらくの間、バンド側は菅沼孝三のサポートで活動をするが、ソロ活動を重点に置いた他、LOUDNESSの一員である二井原実がSHOW-YAの寺田恵子、EARTHSHAKERの西田昌史とユニット「西寺実」を結成した。樋口は11月30日に死去した。
- 4月17日 - 日本で1980年代に一世風靡したロックバンド、C-C-Bが再結成を発表した。
- 4月21日 - テクノポップユニット・Perfumeのオリジナル・アルバム「GAME」が4月28日付の週間アルバムチャートでグループ初の1位を記録する。女性グループによるアルバム1位は、BENNIE Kの『Japana-rhythm』以来2年4か月ぶりの快挙となった。
- 5月より、雅-miyavi-が初のワールドツアーとなる「THIS IZ THE JAPANESE KABUKI ROCK TOUR 2008 」を開催。アメリカ、チリ、ブラジル、ドイツ、オランダ、スペイン、イギリス、スウェーデン、フィンランド、フランス、台湾、韓国、日本、中国をまわる。
- 5月2日 - ELLEGARDENが、9月上旬までのライブを以ってバンド活動の休止を発表した[1]。
- 5月8日 - 相対性理論の『シフォン主義』がリマスター日本全国流通する。翌年、「第1回CDショップ大賞」にて大賞を受賞。
- 5月17日 - ももいろクローバー（現ももいろクローバーZ）が、川崎の地下街『川崎アゼリア』で初めて歌を披露し、この日を結成日とした。
- 5月19日 - サザンオールスターズが、年内の活動を最後に2009年1月1日から休止することを発表した。
- 5月20日
  - L'Arc〜en〜Cielが、6月のライブを最後に3年間ライブを休止することを発表した。
  - 小・中学生兄弟フォークデュオとして2003年にデビューした平川地一丁目が、8月にベストアルバム『平川地一丁目』の発売および8月の全国ツアーをもって解散することを発表した。
  - 同日発表の5月26日付オリコン週間アルバムチャートで、Superflyの『Superfly』が初の1位となった。邦楽女性歌手で過去の作品がオリコンチャートトップ10にランクインせずデビューアルバムが初登場で1位となった。
- 6月23日 - 6月30日付オリコン週間アルバムチャートでB'zの『B'z The Best "ULTRA Pleasure"』が1位を獲得。今作で通算アルバム1位獲得数を22作とし、歴代単独1位となった。
- 7月14日 - 7月21日付オリコン週間シングルチャートで、Perfumeの7枚目のシングル「love the world」がグループ初の1位を記録。
- 8月19日 - 同日発表の8月25日付オリコン週間アルバムチャートで安室奈美恵の『BEST FICTION』が発売3週目でミリオンセラーを記録した。10代・20代・30代をまたいで3年代連続ミリオン突破を記録するのは史上初。また同作は6週連続首位を記録し、これもDREAMS COME TRUEの『MAGIC』以来14年8か月振り、女性ソロ歌手としては久保田早紀の『夢がたり』以来28年7か月振りの記録となった。
- 8月20日 - SPEEDが3度目の再結成を発表し、これをきっかけに完全復活を果たした。
- 8月26日 - 同日発表の9月1日付オリコン週間シングルチャートで嵐の23rdシングル「truth/風の向こうへ」が首位を獲得。KAT-TUNの「僕らの街で」以来、1年9か月ぶりに初動売上が40万枚を突破した。また、同曲登場初日の8月19日付デイリーチャートで指数119227を記録し、上記の「Step and Go」の記録を上回り、指数公開後のシングル1位を更に更新した。
- 8月30日 - Do As Infinityが再結成を発表し、9月30日に行われるフリーライブで約3年振りに活動を再開することも発表した。
- 9月1日 - 覆面バンドBAReeeeeeeeeeNの「足跡」が、10月1日のデビューを前に、USEN総合チャートとレーベルモバイルの携帯音楽配信コンテンツサイト『レコード会社直営♪サウンド』の着うたダウンロードチャートでそれぞれ1位を獲得。USEN総合チャートの発売前1位はMONKEY MAJIKの「空はまるで」以来だが、デビュー前の1位は初。
- 10月22日 - melody.が歌手活動から引退することを発表。
- 10月27日 - ムード歌謡歌手・フランク永井が長期の療養生活を経て死去。
- 11月4日
  - プロデューサー小室哲哉が詐欺容疑で逮捕・起訴。過去の楽曲の著作権を多重に売却し投資家から5億円を騙し取った罪に問われる。
  - 同日発表の11月10日付オリコン週間アルバムチャートでポルノグラフィティの『PORNO GRAFFITTI BEST ACE』・『JOKER』が1位、2位を独占、ポルノグラフィティは2004年にも1位、2位を独占していて、この記録は史上2組目になる。
- 11月11日 - 同日発表の11月17日付オリコン週間アルバムチャートで、加藤ミリヤのベストアルバム『BEST DESTINY』が初の1位となった。女性ソロシンガーソングライターによるベストアルバムのチャートインで、20歳4か月でのオリコンアルバムチャート首位獲得は、2003年に宇多田ヒカルが『Utada Hikaru SINGLE COLLECTION VOL.1』（当時21歳2か月）で記録した最年少記録を更新した。
- 11月25日 - 『第59回NHK紅白歌合戦』の出場者が発表され、秋元順子が初出場の最年長記録（61歳）、大橋のぞみが出場最年少記録（9歳）。また10年連続出場したモーニング娘。らハロー!プロジェクトの出場が途絶えた（ハロプロ外のPaboとして出場する里田まいを除く）ことが話題となる。
- 12月17日 - DA PUMPからYUKINARIが脱退し、新メンバーのダンサー7人を加えた9人組となることが発表される。
- 12月31日
  - 『NHK紅白歌合戦』が開催された。

## 洋楽シングル
- ビヨンセ「シングル・レディース (プット・ア・リング・オン・イット)」
- コールドプレイ「美しき生命」
- ビヨンセ「シングル・レディース (プット・ア・リング・オン・イット)」
- Chris Brown : With you
- コールドプレイ : Viva la Vida
- Duffy : Mercy
- フロー・ライダー「エレベーター」
- Flo Rida & T-Pain : Low
- Gabriella Cilmi : Sweet About Me
- Jason Mraz : I'm Yours
- Jordin Sparks & Chris Brown : No air
- Kid Rock : All summer long
- Kings of Leon : Sex on Fire
- ケイティ・ペリー「キス・ア・ガール」
- Katy Perry : Hot n Cold
- Lady Gaga : Just Dance
- マライア・キャリー「タッチ・マイ・ボディ」
- ブリトニー・スピアーズ「ウーマナイザー」
- P!NK「ソー・ホワット」

## 洋楽アルバム
- アデル『19』
- コールドプレイ『美しき生命』
- Death Cab for Cutie : Narrow Stairs
- Disturbed : Indestructible
- ダフィー : Rockferry
- メタリカ『デス・マグネティック』

## ジャズ
- スティーヴ・タイレル: 『バカラックへの想い』
- ソニー・ロリンズ: Road Shows Vol.1
- Frank Kimbroug: Air
- Gordon Goodwin's Big Phat Band: Act Your Age

## クラシック
- Birke J. Bertelsmeier – Quartettstück
- Martin Bresnick – Joaquin is Dreaming
- エリオット・カーター - Wind Rose
- Joël-François Durand – Le Tombeau de Rameau
- Lorenzo Ferrero - Freedom Variations

## 邦楽シングル
- 集計会社 オリコン
- この年はミリオンセラーシングルが登場しなかった。シングルミリオンセラーが出なかった年は、2005年以来3年ぶり、年間シングルチャート1位が70万枚を切ったのは1987年（『命くれない』の42万枚）以来21年ぶり。
- 1位、2位を嵐が独占。同一アーティストの年間チャート1・2フィニッシュは、1989年のプリンセス・プリンセス以来19年ぶり、男性ボーカル及びアイドルとしては、1988年の光GENJI（3位まで独占）以来20年ぶり。
  - 年間TOP10に3作チャートインした嵐を始め、上位50作中ジャニーズ事務所所属グループが計20作チャートインした。前年の17作を上回り、売り上げが低下するこの年も週間チャートで毎週上位にチャートインする活躍となった。
- 70万枚以上売れた作品がなかった反面、昨年よりも40万枚を突破した作品が多く、TOP10に入った作品はすべて40万枚台以上である。
- Mr.Childrenが年間シングルチャートTOP10連続獲得年数を更新し6年連続となった（2003年度から2008年度まで）。

### 邦楽年間TOP50
※オリコン 集計期間: 2007年12月24日付 - 2008年12月15日付
- 1位 嵐：「truth/風の向こうへ」
- 2位 嵐：「One Love」
- 3位 サザンオールスターズ：「I AM YOUR SINGER」
- 4位 GReeeeN：「キセキ」
- 5位 羞恥心：「羞恥心」
- 6位 Mr.Children：「HANABI」
- 7位 青山テルマ feat.SoulJa：「そばにいるね」
- 8位 KAT-TUN：「DON'T U EVER STOP」
- 9位　KAT-TUN：「LIPS」
- 10位 嵐：「Beautiful days」
- 11位 関ジャニ∞：「無責任ヒーロー」
- 12位 嵐：「Step and Go」
- 13位 すぎもとまさと：「吾亦紅」
- 14位 藤岡藤巻と大橋のぞみ：「崖の上のポニョ」
- 15位 Mr.Children：「GIFT」
- 16位 羞恥心：「泣かないで」
- 17位 EXILE：「The Birthday〜Ti Amo〜」
- 18位 安室奈美恵：「60s 70s 80s」
- 19位 NEWS：「太陽のナミダ」
- 20位 アラジン：「陽は、また昇る」
- 21位 Hey! Say! JUMP：「真夜中のシャドーボーイ」
- 22位 ジェロ：「海雪」
- 23位 NEWS：「SUMMER TIME」
- 24位 KAT-TUN：「White X'mas」
- 25位 Hey! Say! JUMP：「Dreams come true」
- 26位 NEWS：「Happy Birthday」
- 27位 関ジャニ∞：「ワッハッハー」
- 28位 KinKi Kids：「Secret Code」
- 29位 コブクロ：「時の足音」
- 30位  EXILE：「LAST CHRISTMAS」
- 31位 Hey! Say! JUMP：「Your Seed/冒険ライダー」
- 32位 B'z：「BURN -フメツノフェイス-」
- 33位 浜崎あゆみ：「Mirrorcle World」
- 34位 Aqua Timez：「虹」
- 35位 SMAP：「弾丸ファイター」
- 36位 福山雅治：「想 -new love new world-」
- 37位 秋元順子：「愛のままで…」
- 38位 EXILE：「Pure/You're my sunshine」
- 39位 SMAP：「そのまま/White Message」
- 40位 UVERworld：「儚くも永久のカナシ」
- 41位 氷川きよし：「玄海船歌」
- 42位 絢香×コブクロ：「あなたと」
- 43位 V6：「way of life」
- 44位 マキシマム ザ ホルモン：「爪爪爪/「F」」
- 45位 アンジェラ・アキ：「手紙 〜拝啓 十五の君へ〜」
- 46位 倖田來未：「MOON」
- 47位 Perfume：「love the world」
- 48位 L'Arc〜en〜Ciel：「NEXUS 4/SHINE」
- 49位 SMAP：「この瞬間、きっと夢じゃない」
- 50位 清水翔太：「HOME」

### インディーズシングル年間10
- 1位 VAMPS「LOVE ADDICT」
- 2位 おしりかじり虫「おしりかじり虫」
- 3位 デトロイト・メタル・シティ/根岸崇一 SONG BY カジヒデキ「SATSUGAI/甘い恋人 〜for the movie〜」
- 4位 凛として時雨「Telecastic fake show」
- 5位 銀杏BOYZ「17才」
- 6位 やなわらばー「サクラ」
- 7位 遊吟「Fate」
- 8位 Angelo「CHAOTIC BELL」
- 9位 詩音「Last Song 〜secret of my heart〜 (Single Version)」
- 10位 アンティック-珈琲店-「小悪魔USAGIの恋文とマシンガン e.p.」

### Billboard Japan 年間TOP10
※Billboard JAPAN 集計期間: 2007年12月 - 2008年11月
- 1位 GReeeeN：『キセキ』
- 2位 青山テルマ feat.SoulJa：『そばにいるね』
- 3位 サザンオールスターズ：『I AM YOUR SINGER』
- 4位 Mr.Children：『HANABI』
- 5位 キマグレン：『LIFE』
- 6位 Mr.Children：『GIFT』
- 7位 嵐：『truth』
- 8位 嵐：『One Love』
- 9位 コールドプレイ：『美しき生命』
- 10位 羞恥心：『羞恥心』

### ゴールドディスク認定
| 作品名                                             | 認定             |
| ダブル・プラチナ                                   | ダブル・プラチナ |
| -------------------------------------------------- | ---------------- |
| Mr.Children「HANABI」                              | 2008年10月       |
| 羞恥心「羞恥心」                                   | 2008年12月       |
| 嵐「Beautiful days」                               | 2009年1月        |
| 秋元順子「愛のままで…」                            | 2009年2月        |
| プラチナ                                           |                  |
| 関ジャニ∞「無責任ヒーロー」                        | 2008年10月       |
| コブクロ「時の足音」                               | 2008年10月       |
| NEWS「Happy Birthday」                             | 2008年10月       |
| Hey! Say! JUMP「真夜中のシャドーボーイ」           | 2008年10月       |
| EXILE「LAST CHRISTMAS」                            | 2008年11月       |
| KAT-TUN「White X'mas」                             | 2008年12月       |
| 羞恥心「弱虫サンタ」                               | 2008年12月       |
| アンジェラ・アキ「手紙 〜拝啓 十五の君へ〜」       | 2009年4月        |
| ゴールド                                           |                  |
| 倖田來未「TABOO」                                  | 2008年10月       |
| KOH+「最愛」                                       | 2008年10月       |
| BAReeeeeeeeeeN「足跡」                             | 2008年10月       |
| 氷川きよし「哀愁の湖」                             | 2008年10月       |
| 福山雅治「想 -new love new world-」                | 2008年10月       |
| 水樹奈々「Trickster」                              | 2008年10月       |
| UVERworld「儚くも永久のカナシ」                    | 2008年11月       |
| Perfume「Dream Fighter」                           | 2008年11月       |
| 矢島美容室「ニホンノミカタ -ネバダカラキマシタ-」  | 2008年11月       |
| GReeeeN「扉」                                      | 2008年12月       |
| 倖田來未「stay with me」                           | 2008年12月       |
| JUJU feat.Spontania「素直になれたら」              | 2008年12月       |
| SPEED「あしたの空」                                | 2008年12月       |
| 東方神起「呪文-MIROTIC-」                          | 2008年12月       |
| DREAMS COME TRUE「連れてって 連れてって」          | 2008年12月       |
| 中島美嘉「ORION」                                  | 2008年12月       |
| 浜崎あゆみ「Days/GREEN」                           | 2008年12月       |
| ポルノグラフィティ「今宵、月が見えずとも」         | 2008年12月       |
| 平原綾香「ノクターン/カンパニュラの恋」            | 2009年1月        |
| 樋口了一「手紙〜親愛なる子供たちへ〜」             | 2009年6月        |
| 辻井伸行×佐渡裕「ラフマニノフ：ピアノ協奏曲第2番」 | 2009年7月        |
| いきものがかり「帰りたくなったよ」                 | 2010年5月        |
| AKB48「大声ダイヤモンド」                          | 2011年2月        |
| ZARD「翼を広げて/愛は暗闇の中で」                  | 2011年5月        |

## 総合アルバム（邦楽・洋楽 日本のデータ）
- PERFECT YEARと題して3種類のベストアルバムを発売したEXILEが、年間TOP10内に3作チャートイン（うち1作は前年度発売のオリジナル）。同一アーティストの年間アルバムチャート3作チャートインは、1998年のB'z以来10年ぶり、史上4組目の記録。
- 年間チャート上位は、竹内まりや・B'z・安室奈美恵・DREAMS COME TRUEなど活動歴の長いアーティストと、Superfly・YUI・GReeeeN・Perfumeなど若手のアーティストが入り混じっている。
  - なお、シングル同様アルバムの売上も年々低下しているが、ミリオンセラーは計5作で、前年の2作を上回った。
- シングルとは対照的に、アルバムでは嵐の30位がジャニーズ関連作品最高位。
- 德永英明の『VOCALIST』シリーズ3部作が、全てこの年の発売で無いにも拘らず、ロングヒットでTOP50入り。加えてシングルベストもチャートインした。
- コブクロの「5296」が3位に入り、アルバム年間トップ10入りは4年連続となった。また29位に2006年に発売された「ALL SINGLES BEST」がランクインし、3年連続で年間ベスト30入りとなった。

### 年間TOP50
※オリコン 集計期間: 2007年12月24日付 - 2008年12月15日付
- 1位 EXILE：『EXILE LOVE』
- 2位 安室奈美恵：『BEST FICTION』
- 3位 コブクロ：『5296』
- 4位 EXILE：『EXILE CATCHY BEST』
- 5位 宇多田ヒカル：『HEART STATION』
- 6位 EXILE：『EXILE BALLAD BEST』
- 7位 B'z：『B'z The Best "ULTRA Pleasure"』
- 8位 浜崎あゆみ：『A COMPLETE 〜ALL SINGLES〜』
- 9位 DREAMS COME TRUE：『AND I LOVE YOU』
- 10位 GReeeeN：『あっ、ども。おひさしぶりです。』
- 11位 竹内まりや：『Expressions』
- 12位 BUMP OF CHICKEN：『orbital period』
- 13位 倖田來未：『Kingdom』
- 14位 EXILE：『EXILE ENTERTAINMENT BEST』
- 15位 絢香：『Sing to the Sky』
- 16位 B'z：『B'z The Best "ULTRA Treasure"』
- 17位 浜崎あゆみ：『GUILTY』
- 18位 柴咲コウ：『Single Best』
- 19位 YUI：『I LOVED YESTERDAY』
- 20位 Various Artists：『アイのうた』
- 21位 ケツメイシ：『ケツノポリス6』
- 22位 Superfly：『Superfly』
- 23位 Perfume：『GAME』
- 24位 ヘキサゴンオールスターズ：『WE LOVE ♥ ヘキサゴン』
- 25位 Various Artists：『R35 ♥ Sweet J-Ballads』
- 26位 青山テルマ：『DIARY』
- 27位 德永英明：『VOCALIST 3』
- 28位 平井堅：『FAKIN' POP』
- 29位 コブクロ：『ALL SINGLES BEST』
- 30位 嵐：『Dream "A" live』
- 31位 Bank Band：『沿志奏逢2』
- 32位 HY：『HeartY』
- 33位 コールドプレイ：『美しき生命』
- 34位 德永英明：『VOCALIST』
- 35位 KAT-TUN：『KAT-TUN III -QUEEN OF PIRATES-』
- 36位 小田和正：『自己ベスト-2』
- 37位 aiko：『秘密』
- 38位 SMAP：『super.modern.artistic.performance』
- 39位  德永英明：『VOCALIST 2』
- 40位 ELLEGARDEN：『ELLEGARDEN BEST 1999-2008』
- 41位 Various Artists：『恋のうた』
- 42位 マドンナ：『ハード・キャンディー』
- 43位 YUI：『MY SHORT STORIES』
- 44位 德永英明：『SINGLES BEST』
- 45位 BUMP OF CHICKEN：『present from you』
- 46位 FUNKY MONKEY BABYS：『ファンキーモンキーベイビーズ2』
- 47位 ZARD:『ZARD Request Best ～beautiful memory～』
- 48位 いきものがかり:『ライフアルバム』
- 49位 MINMI:『MINMI BEST 2002-2008』
- 50位 中島美嘉:『VOICE』

### インディーズアルバム年間10
- 1位 HY「HeartY」
- 2位 ELLEGARDEN「ELLEGARDEN BEST (1999〜2008)」
- 3位 DAISHI DANCE「the ジブリ set」
- 4位 詩音「Candy Girl」
- 5位 デトロイト・メタル・シティ「魔界遊戯 〜for the movie〜」
- 6位 九州男「こいも俺ですばい」
- 7位 九州男「こいが俺ですばい」
- 8位 シド「センチメンタルマキアート」
- 9位 クレイジーケンバンド「ZERO」
- 10位 the band apart「adze of penguin」

### ゴールドディスク認定
| 作品名 | 認定       |
| 2ミリオン | 2ミリオン  |
| --- | ---------- |
| EXILE「EXILE BALLAD BEST」                                                                                            | 2009年4月  |
| ミリオン |            |
| GReeeeN「あっ、ども。おひさしぶりです。」                                                                             | 2009年12月 |
| Mr.Children「SUPERMARKET FANTASY」                                                                                    | 2009年12月 |
| 竹内まりや「Expressions」                                                                                             | 2013年5月  |
| トリプル・プラチナ |            |
| 絢香「Sing to the Sky」                                                                                               | 2009年8月  |
| マイケル・ジャクソン「キング・オブ・ポップ -ジャパン・エディション」                                                  | 2013年12月 |
| ダブル・プラチナ |            |
| Perfume「GAME」 | 2009年3月  |
| Superfly「Superfly」                                                                                                  | 2009年6月  |
| いきものがかり「My song Your song」                                                                                   | 2009年9月  |
| 綾小路きみまろ「綾小路きみまろ 爆笑スーパーライブ第3集! 知らない人に笑われ続けて35年」                                | 2009年11月 |
| プラチナ |            |
| GIRL NEXT DOOR「GIRL NEXT DOOR」                                                                                      | 2008年12月 |
| Various Artists「アイのうた2」                                                                                        | 2008年12月 |
| flumpool「Unreal」 | 2008年12月 |
| ニーヨ「イヤー・オブ・ザ・ジェントルマン」                                                                            | 2008年12月 |
| DAISHI DANCE「the ジブリ set」                                                                                        | 2009年2月  |
| Various Artists「スタジオジブリの歌」                                                                                 | 2010年7月  |
| AKB48「SET LIST〜グレイテストソングス 2006-2007〜」                                                                   | 2011年6月  |
| ゴールド |            |
| 大塚愛「LOVE LETTER」                                                                                                 | 2008年12月 |
| 斉藤和義「歌うたい15 SINGLES BEST 1993〜2007」                                                                        | 2008年12月 |
| 平原綾香「Path of Independence」                                                                                      | 2008年12月 |
| Various Artists「BLEACH BEST TUNES」                                                                                  | 2008年12月 |
| クリスティーナ・アギレラ「キープス・ゲッティン・ベター〜グレイテスト・ヒッツ」                                        | 2008年12月 |
| サラ・ブライトマン「冬のシンフォニー」                                                                                | 2008年12月 |
| 水谷豊「TIME CAPSULE」                                                                                                | 2009年1月  |
| ブリトニー・スピアーズ「サーカス」                                                                                    | 2009年1月  |
| 秋元順子「セカンド・ストーリー」                                                                                      | 2009年2月  |
| Various Artists「マンマ・ミーア! -ザ・ムーヴィー・サウンドトラック」                                                  | 2009年2月  |
| DJ和「J-ポッパー伝説 ［DJ和 in No.1 J-POP MIX］」                                                                     | 2009年3月  |
| スコット・マーフィー「Guilty Pleasures 3」                                                                            | 2009年8月  |
| スコット・マーフィー「Guilty Pleasures II」                                                                           | 2009年11月 |
| Various Artists「クライマックス 80's BLUE」                                                                           | 2009年11月 |
| Various Artists「THE BEST OF DETECTIVE CONAN 3 〜名探偵コナン テーマ曲集3〜」                                         | 2009年11月 |
| Various Artists「クライマックス 80's YELLOW」                                                                         | 2010年4月  |
| 相対性理論「シフォン主義」                                                                                            | 2010年6月  |
| 「ペルソナ4」オリジナル・サウンドトラック                                                                             | 2011年10月 |
| Sum 41「ザ・ベスト・オブSUM41 -出血暴飲感涙ベスト- 8 YEARS OF BLOOD, SAKE, AND TEARS： THE BEST OF SUM 41 2000-2008」 | 2011年10月 |
| ジェイソン・ムラーズ「ウィ・シング。ウィ・ダンス。ウィ・スティール・シングス。」                                      | 2015年11月 |
| ONE OK ROCK「感情エフェクト」                                                                                         | 2016年9月  |

## 音楽配信 (日本のデータ)
- 集計 日本レコード協会
- フル配信、中でも着うたフルが前年に続いて大幅伸長（売上142百万件、前年比+28%）し、シングルCD（生産53百万件、前年比-13%）を大きく上回った。また、PC配信（売上38百万件、前年比+33%、アルバム等除く）も、シングルCDに迫る増勢を示した。[3]
- 結果として、本年発表分で下記14作のフル配信ミリオンが達成された。（下記計数には翌年以降の売上も一部含まれる）
  - GReeeeN「キセキ」（着うたフル2百万DL、PC75万DL）　※フル合算で4百万DL
  - 青山テルマ feat. SoulJa「そばにいるね」（着うたフル2百万DL、PC50万DL）　※フル合算で3百万DL
  - EXILE「Ti Amo」（着うたフル1百万DL、PC25万DL）　※フル合算で2百万DL
  - Superfly「愛をこめて花束を」 （着うたフル75万DL、PC50万DL）
  - 宇多田ヒカル「Prisoner Of Love」（着うたフル1百万DL）
  - キマグレン「LIFE」（着うたフル75万DL、PC25万DL）
  - 坂本冬美「また君に恋してる」（着うたフル75万DL、PC25万DL）
  - Spontania feat. JUJU「君のすべてに」（着うたフル75万DL、PC25万DL）
  - JUJU feat.Spontania「素直になれたら」　※フル合算で1百万DL
  - 羞恥心「羞恥心」　※フル合算で1百万DL
  - 中島美嘉「ORION」　※フル合算で1百万DL
  - アンジェラ・アキ「手紙 〜拝啓 十五の君へ〜」　※フル合算で1百万DL
  - EXILE feat.VERBAL（m-flo）「銀河鉄道999」　※フル合算で1百万DL
  - Aqua Times「虹」　※フル合算で1百万DL

- iTunesにおけるPC配信年間1位は青山テルマ feat.SoulJa「そばにいるね」であった[4]。

### 音楽配信ゴールド認定シングル
| 作品名 | 認定月                            |
| 4ミリオン (4,000,000ダウンロード)                                                                             | 4ミリオン (4,000,000ダウンロード) |
| --- | --------------------------------- |
| GReeeeN「キセキ」                                                                                             | 2015年7月                         |
| 3ミリオン (3,000,000ダウンロード)                                                                             |                                   |
| 青山テルマ feat.SoulJa「そばにいるね」                                                                        | 2014年3月                         |
| 2ミリオン (2,000,000ダウンロード)                                                                             |                                   |
| EXILE「Ti Amo」                                                                                               | 2015年8月                         |
| ミリオン (1,000,000ダウンロード)                                                                              |                                   |
| 宇多田ヒカル「Prisoner Of Love」                                                                              | 2008年6月                         |
| キマグレン「LIFE」                                                                                            | 2008年8月                         |
| EXILE「I Believe」                                                                                            | 2008年10月                        |
| Spontania feat. JUJU「君のすべてに」                                                                          | 2008年10月                        |
| 羞恥心「羞恥心」                                                                                              | 2009年1月                         |
| 童子-T「もう一度… feat.BENI」                                                                                 | 2009年6月                         |
| 坂本冬美「また君に恋してる」                                                                                  | 2014年1月                         |
| JUJU feat.Spontania「素直になれたら」                                                                         | 2014年1月                         |
| Superfly「愛をこめて花束を」                                                                                  | 2014年1月                         |
| 中島美嘉「ORION」                                                                                             | 2014年4月                         |
| アンジェラ・アキ「手紙 〜拝啓 十五の君へ〜」                                                                  | 2016年5月                         |
| EXILE feat.VERBAL「銀河鉄道999」                                                                              | 2017年3月                         |
| Aqua Timez「虹」                                                                                              | 2019年10月                        |
| トリプル・プラチナ (750,000ダウンロード)                                                                      |                                   |
| 青山テルマ「何度も」                                                                                          | 2008年9月                         |
| 倖田來未「anytime」                                                                                           | 2008年9月                         |
| 安室奈美恵「NEW LOOK」                                                                                        | 2008年10月                        |
| EXILE「Pure」                                                                                                 | 2011年2月                         |
| 矢島美容室「ニホンノミカタ -ネバダカラキマシタ-」                                                             | 2012年3月                         |
| 倖田來未「Moon Crying」                                                                                       | 2014年1月                         |
| 清水翔太「HOME」                                                                                              | 2014年1月                         |
| Lil'B「キミに歌ったラブソング」                                                                               | 2014年1月                         |
| KOH+「最愛」                                                                                                  | 2014年2月                         |
| 絢香「おかえり」                                                                                              | 2014年6月                         |
| コブクロ「赤い糸」                                                                                            | 2015年7月                         |
| いきものがかり「ブルーバード」                                                                                | 2015年9月                         |
| May'n / 中島愛「ライオン」                                                                                    | 2020年12月                        |
| ダブル・プラチナ (500,000ダウンロード)                                                                        |                                   |
| DOUBLE&安室奈美恵「BLACK DIAMOND」                                                                            | 2008年7月                         |
| 藤岡藤巻と大橋のぞみ「崖の上のポニョ」                                                                        | 2008年7月                         |
| マドンナ「マイルズ・アウェイ」                                                                                | 2008年7月                         |
| 羞恥心「泣かないで」                                                                                          | 2008年9月                         |
| 鼠先輩「六本木〜GIROPPON〜」                                                                                  | 2008年10月                        |
| EXILE「LAST CHRISTMAS」                                                                                       | 2008年12月                        |
| 安室奈美恵「Do Me More」                                                                                      | 2008年12月                        |
| 倖田來未「stay with me」                                                                                      | 2009年4月                         |
| いきものがかり「帰りたくなったよ」                                                                            | 2009年12月                        |
| KOH+「KISSして」                                                                                              | 2009年12月                        |
| 清水翔太「「アイシテル」」                                                                                    | 2010年2月                         |
| 加藤ミリヤ「19 Memories」                                                                                     | 2010年4月                         |
| サザンオールスターズ「I AM YOUR SINGER」                                                                      | 2011年4月                         |
| 絢香×コブクロ「あなたと」                                                                                     | 2014年1月                         |
| AKB48「大声ダイヤモンド」                                                                                     | 2014年1月                         |
| コブクロ「時の足音」                                                                                          | 2014年1月                         |
| 東方神起「どうして君を好きになってしまったんだろう?」                                                         | 2014年1月                         |
| 福井舞「アイのうた」                                                                                          | 2014年1月                         |
| いきものがかり「気まぐれロマンティック」                                                                      | 2014年7月                         |
| いきものがかり「花は桜 君は美し」                                                                             | 2016年3月                         |
| UVERworld「儚くも永久のカナシ」                                                                               | 2019年11月                        |
| プラチナ (250,000ダウンロード)                                                                                |                                   |
| 木山裕策「home」                                                                                              | 2008年5月                         |
| YUI「Laugh away」                                                                                             | 2008年7月                         |
| FUNKY MONKEY BABYS「告白」                                                                                    | 2008年8月                         |
| RSP「M 〜もうひとつのラブストーリー〜」                                                                       | 2008年9月                         |
| アラジン「陽は、また昇る」                                                                                    | 2008年11月                        |
| GReeeeN「扉」                                                                                                 | 2009年1月                         |
| GIRL NEXT DOOR「偶然の確率」                                                                                  | 2009年1月                         |
| 宇多田ヒカル「HEART STATION」                                                                                 | 2009年3月                         |
| 浜崎あゆみ「Days」                                                                                            | 2009年3月                         |
| ONE☆DRAFT「アイヲクダサイ」                                                                                   | 2009年4月                         |
| ORANGE RANGE「おしゃれ番長 feat.ソイソース」                                                                  | 2009年5月                         |
| 童子-T「願い feat.YU-A (Foxxi misQ)」                                                                         | 2009年5月                         |
| 九州男「1/6000000000 feat. C&K」                                                                              | 2009年6月                         |
| 加藤ミリヤ「SAYONARAベイベー」                                                                                | 2009年10月                        |
| INFINITY16「真夏のオリオン」                                                                                  | 2010年7月                         |
| GReeeeN「BE FREE」                                                                                            | 2010年7月                         |
| ORANGE RANGE「O2」                                                                                            | 2010年8月                         |
| 山崎まさよし「One more time, One more chance」                                                                | 2010年8月                         |
| EXILE「真夏の果実」                                                                                           | 2011年1月                         |
| EXILE「僕へ」                                                                                                 | 2011年1月                         |
| サザンオールスターズ「TSUNAMI」                                                                               | 2011年4月                         |
| ジェロ「海雪」                                                                                                | 2011年4月                         |
| ネリー「ジレンマ」                                                                                            | 2011年5月                         |
| RUI「月のしずく」                                                                                             | 2011年6月                         |
| サザンオールスターズ「真夏の果実」                                                                            | 2011年11月                        |
| DOES「曇天」                                                                                                  | 2011年11月                        |
| 青山テルマ「大っきらい でもありがと」                                                                         | 2012年6月                         |
| 絢香「手をつなごう」                                                                                          | 2013年11月                        |
| 秋元順子「愛のままで…」                                                                                       | 2014年1月                         |
| 安室奈美恵「WHAT A FEELING」                                                                                  | 2014年1月                         |
| UVERworld「激動」                                                                                             | 2014年1月                         |
| 大橋卓弥「はじまりの歌」                                                                                      | 2014年1月                         |
| 倖田來未「TABOO」                                                                                             | 2014年1月                         |
| SEAMO「MOTHER」                                                                                               | 2014年1月                         |
| SEAMO「Continue」                                                                                             | 2014年1月                         |
| Superfly「Hi-Five」                                                                                           | 2014年1月                         |
| 悲愴感「悲愴感」                                                                                              | 2014年1月                         |
| BONNIE PINK「鐘を鳴らして」                                                                                   | 2014年1月                         |
| MONKEY MAJIK「Together」                                                                                      | 2014年1月                         |
| MONKEY MAJIK「ただ、ありがとう」                                                                              | 2014年1月                         |
| 山下達郎「ずっと一緒さ」                                                                                      | 2014年1月                         |
| YUI「SUMMER SONG」                                                                                            | 2014年1月                         |
| エリオット・ヤミン「ウェイト・フォー・ユー」                                                                  | 2014年1月                         |
| 斉藤和義「歌うたいのバラッド」                                                                                | 2014年2月                         |
| angela「Shangri-La」                                                                                          | 2014年6月                         |
| 陰陽座「甲賀忍法帖」                                                                                          | 2014年6月                         |
| 斉藤和義「歩いて帰ろう（シングルバージョン）」                                                                | 2014年11月                        |
| EXILE ATSUSHI＋AI「So Special -Version EX-」                                                                  | 2014年12月                        |
| フロー・ライダー「今夜はロウ☆ロウ☆ロウ」                                                                      | 2015年4月                         |
| 坂本真綾「トライアングラー」                                                                                  | 2015年10月                        |
| ランカ・リー=中島愛「星間飛行」                                                                               | 2016年5月                         |
| シド「モノクロのキス」                                                                                        | 2017年1月                         |
| DREAMS COME TRUE「未来予想図II 〜VERSION '07〜」                                                              | 2017年6月                         |
| シェリル・ノーム starring May'n「射手座☆午後九時 Don't be late」                                              | 2018年3月                         |
| 小泉今日子「あなたに会えてよかった」                                                                          | 2019年8月                         |
| 小泉今日子「木枯しに抱かれて」                                                                                | 2020年2月                         |
| ゴールド (100,000ダウンロード)                                                                                |                                   |
| DREAMS COME TRUE「またね」                                                                                    | 2014年2月                         |
| エイコン「ドント・マター」                                                                                    | 2014年2月                         |
| エミネム「ウィザウト・ミー」                                                                                  | 2014年2月                         |
| シカゴ「素直になれなくて」                                                                                    | 2014年2月                         |
| ジェイソン・ムラーズ「アイム・ユアーズ」                                                                      | 2014年2月                         |
| サバイバー「アイ・オブ・ザ・タイガー」                                                                        | 2014年3月                         |
| マドンナ「テイク・ア・バウ」                                                                                  | 2014年3月                         |
| 斉藤和義「やぁ 無情」                                                                                         | 2014年5月                         |
| THE BACK HORN「罠」                                                                                           | 2014年5月                         |
| 安室奈美恵「ROCK STEADY」                                                                                     | 2014年7月                         |
| EXILE「ただ・・・逢いたくて BALLAD BEST Ver.」                                                                | 2014年7月                         |
| EXILE「We Will～あの場所で～（EXILE BALLAD BEST）」                                                           | 2014年7月                         |
| GLAY×EXILE「SCREAM」                                                                                          | 2014年7月                         |
| 東方神起「Purple Line」                                                                                       | 2014年7月                         |
| 東方神起「呪文-MIROTIC-」                                                                                     | 2014年7月                         |
| misono「二人三脚」                                                                                            | 2014年7月                         |
| スティング「シェイプ・オブ・マイ・ハート」                                                                    | 2014年9月                         |
| 大塚愛「バイバイ」                                                                                            | 2015年1月                         |
| 小柳ゆき「愛情」                                                                                              | 2015年4月                         |
| いきものがかり「心の花を咲かせよう」                                                                          | 2015年5月                         |
| ZEEBRA「Bushido-main-」                                                                                       | 2015年5月                         |
| マドンナ「フォー・ミニッツ」                                                                                  | 2015年6月                         |
| Diggy-MO'「爆走夢歌」                                                                                         | 2015年8月                         |
| チャットモンチー「ヒラヒラヒラク秘密ノ扉」                                                                    | 2015年12月                        |
| AAA「MUSIC!!!」                                                                                               | 2015年12月                        |
| シェリル・ノーム starring May'n「インフィニティ」                                                             | 2016年10月                        |
| SCANDAL「DOLL」                                                                                               | 2017年1月                         |
| 小泉今日子「優しい雨」                                                                                        | 2017年2月                         |
| カーペンターズ「青春の輝き」                                                                                  | 2017年3月                         |
| 泉こなた（平野綾）,柊かがみ（加藤英美里） ,柊つかさ（福原香織）,高良みゆき（遠藤綾）「もってけ!セーラーふく」 | 2017年5月                         |
| ステファニー「フレンズ」                                                                                      | 2017年6月                         |
| 竹内まりや「駅」                                                                                              | 2017年8月                         |
| サザンオールスターズ「Ya Ya (あの時代を忘れない)」                                                            | 2017年9月                         |
| カーディガンズ「カーニヴァル」                                                                                | 2018年1月                         |
| サザンオールスターズ「愛の言霊 〜Spiritual Message〜」                                                        | 2018年12月                        |
| ファーギー「ラベル・オア・ラヴ」                                                                              | 2019年3月                         |
| シェリル・ノーム starring May'n/ランカ・リー=中島愛「インフィニティ #7」                                      | 2019年7月                         |
| サザンオールスターズ「エロティカ・セブン」                                                                    | 2019年8月                         |
| TUBE「十年先のラブストーリー」                                                                                | 2020年10月                        |
| 熊木杏里「誕生日」                                                                                            | 2020年10月                        |
| サザンオールスターズ「ミス・ブランニュー・デイ」                                                              | 2020年10月                        |

### 音楽配信ゴールド認定アルバム
| 作品名                                   | 認定月    |
| ゴールド                                 | ゴールド  |
| ---------------------------------------- | --------- |
| 浜崎あゆみ「A COMPLETE 〜ALL SINGLES〜」 | 2021年7月 |

### ストリーミング認定シングル
| 作品名                                       | 認定月                                       |
| ダブル・プラチナ (200,000,000ストリーミング) | ダブル・プラチナ (200,000,000ストリーミング) |
| -------------------------------------------- | -------------------------------------------- |
| GReeeeN「キセキ」                            | 2025年1月                                    |
| プラチナ (100,000,000ストリーミング)         |                                              |
| Mr.Children「HANABI」                        | 2022年3月                                    |
| ゴールド (50,000,000ストリーミング)          |                                              |
| 清水翔太「HOME」                             | 2022年4月                                    |
| CHEHON「韻波句徒」                           | 2022年7月                                    |
| 青山テルマ feat.SoulJa「そばにいるね」       | 2022年11月                                   |
| Superfly「愛をこめて花束を」                 | 2022年12月                                   |
| 嵐「One Love」                               | 2023年4月                                    |
| Mr.Children「GIFT」                          | 2023年7月                                    |
| いきものがかり「ブルーバード」               | 2023年12月                                   |
| aiko「KissHug」                              | 2024年3月                                    |
| キマグレン「LIFE」                           | 2024年3月                                    |
| Aqua Timez「虹」                             | 2024年4月                                    |
| いきものがかり「気まぐれロマンティック」     | 2024年5月                                    |
| 宇多田ヒカル「Prisoner Of Love」             | 2024年8月                                    |
| YUI「SUMMER SONG」                           | 2024年8月                                    |
| EXILE「Ti Amo」                              | 2024年9月                                    |
| DOES「曇天」                                 | 2024年9月                                    |

## DVDランキング (日本)
- 1位 関ジャニ∞「47」
- 2位 嵐「SUMMER TOUR 2007 FINAL Time -コトバノチカラ-」
- 3位 桑田佳祐「桑田さんのお仕事 07/08 〜魅惑のAVマリアージュ〜」
- 4位 NEWS「NEWS CONCERT TOUR pacific 2007 2008 -THE FIRST TOKYO DOME CONCERT」
- 5位 Mr.Children「Mr.Children "HOME" TOUR 2007 -in the field-」
- 6位 KinKi Kids「We are φn' 39!! and U? KinKi Kids Live in DOME 07-08」
- 7位 B'z「B'z LIVE in なんば」
- 8位 安室奈美恵「NAMIE AMURO PLAY TOUR 2007」
- 9位 DREAMS COME TRUE「史上最強の移動遊園地 DREAMS COME TRUE WONDERLAND 2007」
- 10位 サザンオールスターズ「真夏の大感謝祭 LIVE」
- 11位 マキシマムザホルモン「Deco Vs Deco 〜デコ対デコ〜」
- 12位 Hey! Say! JUMP「Hey! Say! JUMP デビュー&ファーストコンサート いきなり!in 東京ドーム」
- 13位 倖田來未「KODA KUMI LIVE TOUR 2007 〜Black Cherry〜 SPECIAL FINAL in TOKYO DOME」
- 14位 Perfume「Perfume First Tour 『GAME』」
- 15位 コブクロ「KOBUKURO LIVE TOUR '08 "5296" FINAL」
- 16位 ケツメイシ「ケツの穴 〜上級篇〜」
- 17位 BUMP OF CHICKEN「orbital period」
- 18位 BOØWY「"LAST GIGS" COMPLETE」
- 19位 倖田來未「KODA KUMI LIVE TOUR 2008 〜Kingdom〜」
- 20位 堂本光一「Endless SHOCK 2008」
- 21位 浜崎あゆみ「ayumi hamasaki COUNTDOWN LIVE 2007-2008 Anniversary」
- 22位 V6「VIBES」
- 23位 浜崎あゆみ「ayumi hamasaki ASIA TOUR 2007 A 〜Tour of Secret〜 “LIVE+DOCUMENTARY”」
- 24位 椎名林檎「私の発電」
- 25位 EXILE「EXILE LIVE TOUR 2007 EXILE EVOLUTION」
- 26位 L'Arc〜en〜Ciel「TOUR 2007-2008 THEATER OF KISS」
- 27位 Bank Band  with Great Artists「ap bank fes '07」
- 28位 L'Arc〜en〜Ciel「Are you ready? 2007 またハートに火をつけろ! in OKINAWA」
- 29位 V6「V6 LIVE TOUR 2007 Voyager -僕と僕らのあしたへ-」
- 30位 浜田省吾「ON THE ROAD 2005-2007 "My First Love"」

Category:2008年のライブ・ビデオを参照

### ゴールドディスク認定
| 作品名                                                              | 認定       |
| プラチナ                                                            | プラチナ   |
| ------------------------------------------------------------------- | ---------- |
| 嵐「SUMMER TOUR 2007 FINAL Time -コトバノチカラ-」                  | 2008年12月 |
| SMAP「SMAP 2008 super.modern.artistic.performance tour」            | 2008年12月 |
| 綾小路きみまろ「綾小路きみまろ 爆笑! エキサイトライブビデオ 第3集」 | 2012年3月  |
| ゴールド                                                            |            |
| ケツメイシ「〜上級篇〜」                                            | 2008年10月 |
| コブクロ「KOBUKURO LIVE TOUR '08 "5296" FINAL」                     | 2008年10月 |
| 堂本光一「Endless SHOCK 2008」                                      | 2008年10月 |
| Perfume「Perfume First Tour 『GAME』」                              | 2008年10月 |
| サザンオールスターズ「真夏の大感謝祭 LIVE」                         | 2008年12月 |
| B'z「B'z LIVE-GYM Hidden Pleasure 〜Typhoon No.20〜」               | 2008年12月 |
| 倖田來未「KODA KUMI LIVE TOUR 2008 〜Kingdom〜」                    | 2009年2月  |
| 東方神起「3rd LIVE TOUR 2008 -T-」                                  | 2009年7月  |

## 各チャート
- オリコン
  - Template:オリコン週間シングルチャート第1位 2008年
  - Template:オリコン週間アルバムチャート第1位 2008年
  - Template:オリコン週間アニメシングルチャート第1位 2008年
  - Template:オリコン週間演歌・歌謡シングルチャート第1位 2008年
- Billboard JAPAN
  - Template:Billboard JAPANシングル・チャート「Billboard JAPAN Hot 100」第1位 2008年
  - Template:Billboardシングル・チャート「Billboard Hot 100」第1位 2008年

## イベント
- 2月21日 - 2月29日 - 嵐・大野智が、ジャニーズ事務所のタレント初となる個展「FREESTYLE」を表参道ヒルズで開催。
- 5月24日 - 第53回ユーロビジョン・ソング・コンテストがセルビアのベオグラードで開催。
- 6月21日、6月22日 - いしがきミュージックフェスティバル'08（岩手県盛岡市・盛岡城跡公園ほか）を開催。
- 11月8日 - TU→YUのテレビコマーシャル公開撮影会、抽選当選者500名と一緒に撮影参加。前述の着うたでの歌手デビューを発表した。
- 11月27日 - ベストヒット歌謡祭2008開催。
- 11月30日 - パワー・オブ・アート・プロジェクト（赤坂BLITZ）
元ZONEのメンバー長瀬実夕、舞衣子（MARIA）、西村朝香も参加。
- 12月3日 - 『2008 FNS歌謡祭』開催。
- 12月16日 - 1億3000万人が選ぶ!ベストアーティスト2008開催
- 12月17日 - 第41回日本有線大賞開催
- 12月26日 - ミュージックステーションスーパーライブ 2008開催
- 12月30日 - 『第50回日本レコード大賞』開催。
- 12月31日 - 『第59回NHK紅白歌合戦』放送（『第58回NHK紅白歌合戦』からの3年計画「歌力」の中篇）
  - 各地で年越しイベント開催

### ライブ
- 1月21日-24日「リクエストアワーセットリストベスト100 2008」AKB48がSHIBUYA-AX で初めて開催された。
- 3月23日 - 「Meet the Music 2008! 全国民放FM53局 & KDDIpresent 桑田佳祐アコースティックライブ in 石垣島」
全国FM連合が「Meet the music 2008」キャンペーンの一環としてKDDIの協力により一斉生中継。5月5日深夜に完全版を再放送。
- 3月28日-3月30日、X JAPANが再結成後初となるコンサート「攻撃再開 2008 I.V.〜破滅に向かって〜」を開催（東京ドーム）
- 4月29日 - ガールズバンドロック・フェスティバル「NAONのYAON」(日比谷野外音楽堂)、1991年以来17年ぶりに復活開催。
1月10日の決起集会でNAONのYAONプロデューサーの寺田恵子（SHOW-YA）により明らかとされた。
- 5月3日・5月4日、東京スタジアムにてhide十周忌追悼ライブ（多数のバンドやミュージシャンが出演のライブ）『hide memorial summit』が開催された（hideは5月3日に出演したhide with Spread Beaverと5月4日に出演したX JAPANに、ステージに設置された巨大モニターに映った生前の映像という形で共演した）。
- 7月19日 - 8月30日、めざましLIVEinお台場冒険王ファイナル（お台場フジテレビジョン）開催。
- 8月10日 - SCHOOL OF LOCK! とSony Musicが送るロック・フェスティバル『閃光ライオット』（東京国際展示場西棟駐車場）開催
  - 11月26日 - 『閃光ライオット』本選参加者全員による同名オムニバスアルバムを発売。
- 8月16日、8月17日、8月23日、8月24日 - サザンオールスターズ真夏の大感謝祭30周年記念LIVE開催。（横浜市・横浜国際総合競技場）

夏フェス一覧
- 9月6日、9月7日、9月14日、9月15日 - ポルノグラフィティが自身最大規模となる「横浜・淡路ロマンスポルノ'08 〜10イヤーズ ギフト〜」を開催、横浜スタジアム・国営明石海峡公園「芝生広場」でのライブ。
- 9月6日 - 9月21日、B'zが2003年に凍結された「Pleasure」シリーズを、デビュー20周年を記念して「B'z LIVE-GYM Pleasure 2008 "GLORY DAYS"」を開催　(神戸ユニバー記念競技場、豊田スタジアム、横浜国際総合競技場)
- 9月14日、9月25日、9月27日、10月5日 - SCHOOL OF LOCK! YOUNG FLAG　(ZEPP TOKYO、JCBホール、ZEPP SENDAI、新木場スタジオコースト)開催
- 10月4日- ヘキサゴンファミリーコンサート（代々木第一体育館）開催

### フェス
| 開催日                                           | タイトル・備考                                                                             |
| ------------------------------------------------ | ------------------------------------------------------------------------------------------ |
| 1月19日・20日                                    | Golden Circle Vol.11                                                                       |
| 2月8日・10日                                     | DIENOJI ROCK FESTIVAL 3                                                                    |
| 4月4日・5日・6日                                 | パンクスプリング 2008                                                                      |
| 4月26日・27日                                    | ARABAKI ROCK FEST.08                                                                       |
| 4月26日・27日・29日                              | LIVE STAND 08                                                                              |
| 5月10日・11日                                    | BEA presents F-X 2008                                                                      |
| 5月17日                                          | OGA NAMAHAGE ROCK FESTIVAL vol.0.5                                                         |
| 5月18日                                          | FM802 & SPACE SHOWER TV presents SWEET LOVE SHOWER 2008 SPRING                             |
| 5月24日・31日・6月1日                            | THE GREENROOM FESTIVAL '08                                                                 |
| 6月7日・8日                                      | TAICOCLUB '08                                                                              |
| 6月21日・22日                                    | いしがきミュージックフェスティバル'08                                                      |
| 6月28日・29日                                    | 湘南音祭 Vol.2                                                                             |
| 7月12日・13日                                    | 京都大作戦 2008年 〜去年は台風でごめんな祭〜 Sorry for crashing with the typhoon last year |
| 7月19日・20日・21日                              | ap bank fes '08                                                                            |
| 7月20日                                          | KOYABU SONIC 2008                                                                          |
| 7月25日・26日・27日                              | FUJI ROCK FESTIVAL 2008                                                                    |
| 7月26日                                          | TOKAI SUMMIT 2008                                                                          |
| 7月27日                                          | FM802 MEET THE WORLD BEAT 2008                                                             |
| 7月26日・27日                                    | SETSTOCK 2008                                                                              |
| 7月26日・27日                                    | HIGHER GROUND 2008                                                                         |
| 7月26日・8月2日 10日・17日 23日・24日 30日・31日 | a-nation 2008                                                                              |
| 7月26日・8月9日                                  | Augusta Camp 2008                                                                          |
| 8月1日・2日・3日                                 | ROCK IN JAPAN FESTIVAL 2008                                                                |
| 8月1日・2日・3日                                 | ロラパルーザ 2008                                                                          |
| 8月4日・5日                                      | ロックロックこんにちは! Ver.12「十二2宴」（Jyuni Hutae）                                   |
| 8月7日〜31日                                     | TREASURE05X 2008                                                                           |
| 8月9日・10日                                     | SUMMER SONIC 2008                                                                          |
| 8月10日                                          | 閃光ライオット（初回）                                                                     |
| 8月10日                                          | WORLD HAPPINESS 2008（初回）                                                               |
| 8月12日・13日                                    | ロックロックこんにちは! in 仙台 2008                                                       |
| 8月13日                                          | Exciting Summer in WAJIKI 2008                                                             |
| 8月15日・16日                                    | RISING SUN ROCK FESTIVAL 2008 in EZO                                                       |
| 8月15日・16日・17日                              | J-WAVE LIVE 2000+8                                                                         |
| 8月16日                                          | 横浜レゲエ祭 2008                                                                          |
| 8月23日                                          | SOUND MARINA 2008～Feel the Voice 7～                                                      |
| 8月23日・24日                                    | MONSTER baSH 2008                                                                          |
| 8月24日                                          | Sky Jamboree '08 〜笑顔〜                                                                  |
| 8月30日                                          | WIRE08                                                                                     |
| 8月30日・31日                                    | SPACE SHOWER SWEET LOVE SHOWER 2008                                                        |
| 8月30日・31日                                    | Animelo Summer Live 2008 -Challenge-                                                       |
| 8月30日・31日                                    | RUSH BALL 2008                                                                             |
| 9月3日                                           | OTODAMA '08 音泉魂                                                                         |
| 9月5日・6日・7日                                 | 16th Sunset Live 2008 Love & Unity                                                         |
| 9月6日                                           | 京都音楽博覧会 2008                                                                        |
| 9月6日〜14日                                     | RADIO BERRY 15th ANNIVERSARY ベリテンライブ2008                                            |
| 9月6日                                           | 音楽と髭達 2008 -ONE-                                                                      |
| 9月13日・14日                                    | 定禅寺ストリートジャズフェスティバル 2008                                                  |
| 9月14日・25日・27日・10月5日                     | YOUNG FLAG 08                                                                              |
| 9月21日                                          | AOMORI ROCK FESTIVAL '08                                                                   |
| 10月4日・5日                                     | 朝霧JAM 2008                                                                               |
| 10月11日                                         | MEGA☆ROCKS 2008                                                                            |
| 10月18日・19日                                   | LOUD PARK 08                                                                               |
| 10月31日〜11月3日                                | MINAMI WHEEL 2008                                                                          |
| 12月1日                                          | アクト・アゲインスト・エイズ 2008「THE VARIETY」                                           |
| 12月6日                                          | OGA NAMAHAGE ROCK FESTIVAL vol.0.9                                                         |
| 12月8日                                          | Dream Power ジョン・レノン スーパー・ライヴ 2008                                           |
| 12月27日                                         | JACK IN THE BOX 2008                                                                       |
| 12月29日・30日・31日                             | COUNTDOWN JAPAN 08/09                                                                      |

### 日本武道館公演
- 1月2日・3日・4日 - RIP SLYME
- 1月9日・10日 - Cocco
- 1月12日 - The Birthday
- 1月13日 - Ken Yokoyama
- 1月15日 - ドリーム・シアター
- 1月19日 - 南こうせつ
- 1月20日 - SEAMO
- 2月3日 - 河村隆一
- 2月9日 - 布袋寅泰
- 2月10日 - 忌野清志郎
- 2月14日 - 近藤真彦
- 2月19日・22日 - ビョーク
- 2月29日 - POWER OF MUSIC
- 3月1日 - Syrup 16g
- 3月8日・9日 - TOKIO
- 3月10日・11日・17日・29日・30日 - マルーン5
- 3月15日 - SPACE SHOWER MUSIC AWARDS
- 3月16日 - Angelo
- 3月28日 - 田村ゆかり
- 3月31日・4月1日 - チャットモンチー
- 4月12日 - ウルフルズ
- 4月16日・17日 - コブクロ
- 4月24日 - チープ・トリック
- 4月25日・26日 - 清木場俊介
- 4月28日 - 加藤和樹
- 4月30日 - チック・コリア&上原ひろみ
- 5月2日・3日 - 平井堅
- 5月6日 - D'ERLANGER
- 5月9日・10日・13日・14日 - B'z
- 5月16日 - ボーイズIIメン
- 5月20日・21日 - コブクロ
- 5月23日 - Acid Black Cherry
- 5月27日・28日 - AI
- 5月29日・30日 - YUKI
- 6月7日 - THE BACK HORN
- 6月8日 - DEEN
- 7月1日・3日・4日 - CHEMISTRY
- 7月8日・9日 - SUPER JUNIOR
- 7月11日・12日・13日 - 松田聖子
- 7月24日・25日 - ゴスペラーズ
- 8月27日・28日 - w-inds.
- 9月1日・2日 - 氷室京介
- 9月4日・5日 - aiko
- 9月10日・11日 - 小田和正
- 9月16日 - 一青窈
- 9月20日 - FLOW
- 9月21日 - 筋肉少女帯
- 9月22日・23日 - AAA
- 9月24日 - シンディ・ローパー
- 9月29日 - ジューダス・プリースト
- 10月9日・10日 - ASKA
- 10月23日・24日 - デフ・レパード&ホワイトスネイク
- 11月1日 - ZEEBRA
- 11月2日 - シド
- 11月5日 - マクロスF
- 11月6日・7日 - Perfume
- 11月17日・19日 - ザ・フー
- 11月24日 - mihimaru GT
- 12月1日 - Act Against AIDS
- 12月5日・25日 - UVERworld
- 12月6日 - シャ乱Q
- 12月8日 - Dream Power ジョン・レノン スーパー・ライヴ
- 12月10日・11日 - ORANGE RANGE
- 12月13日 - ASIAN KUNG-FU GENERATION
- 12月20日・21日 - パク・ヨンハ
- 12月22日 - 大橋卓弥
- 12月23日・24日 - THE ALFEE
- 12月26日 - アンジェラ・アキ
- 12月27日 - JACK IN THE BOX
- 12月28日 - 吉井和哉
- 12月29日 - BUCK-TICK
- 12月31日 - 藤井フミヤ

### 東京ドーム公演
- 1月1日 - KinKi Kids
- 1月9日・10日 - NEWS
- 1月13日・14日 - ボン・ジョヴィ
- 2月13日・14日 - ポリス
- 2月16日・17日 - バックストリート・ボーイズ
- 3月8日・9日 - セリーヌ・ディオン
- 3月28日・29日・30日 - X JAPAN
- 5月31日・6月1日・3日 - L'Arc〜en〜Ciel
- 6月14日・15日 - 嵐
- 7月6日・7日 - 関ジャニ∞
- 7月21日・22日 - KinKi Kids
- 8月2日・3日・4日・5日 - KAT-TUN
- 9月16日 - アヴリル・ラヴィーン
- 9月24日・25日・26日・28日・29日・30日 - SMAP
- 11月18日 - ビリー・ジョエル
- 11月26日・27日 - 小田和正
- 11月30日・12月1日 - KinKi Kids
- 12月3日 - 沢田研二
- 12月23日・24日 - リュ・シウォン
- 12月26日・27日 - EXILE
- 12月30日・31日 - NEWS

## 主要な賞
| 賞                                 | 受賞作・受賞者 |
| ---------------------------------- | --- |
| 第50回日本レコード大賞             | - 大賞 - EXILE「Ti Amo」 - 優秀作品賞 - 青山テルマ feat.SoulJa：「そばにいるね」 - 秋元順子「愛のままで…」 - w-inds.「アメあと」 - EXILE「Ti Amo」 - ℃-ute「江戸の手毬唄II」 - 倖田來未「Moon Crying」 - 斉藤和義「やぁ 無情」 - 谷村奈南「JUNGLE DANCE」 - 東方神起「どうして君を好きになってしまったんだろう?」 - 氷川きよし「玄海船歌」 - 水森かおり「輪島朝市」 - mihimaru GT「ギリギリHERO」 - 最優秀歌唱賞 - 中村美律子「女の旅路」 - 最優秀新人賞 - ジェロ「海雪」 - 最優秀アルバム賞 - 安室奈美恵「BEST FICTION」 |
| 第41回日本有線大賞                 | - 大賞 / 最多リクエスト歌手賞:EXILE - 最優秀新人賞:ジェロ - 最多リクエスト曲賞:氷川きよし「玄海船歌」 |
| 第22回日本ゴールドディスク大賞     | 去年と同じく授賞式と記者会見のみで、ライブはなし。 - 邦楽アーティスト・オブ・ザ・イヤー: EXILE - 洋楽アーティスト・オブ・ザ・イヤー: アヴリル・ラヴィーン |
| 第7回MTV Video Music Awards Japan  | - 最優秀ビデオ賞 - EXILE「I Believe」 - 最優秀アーティストビデオ賞 - ニーヨ「ビコーズ・オブ・ユー」、ファーギー「ビッグ・ガールズ・ドント・クライ」 - 最優秀グループビデオ賞 - m-flo loves 日之内エミ&Ryohei&Emyli&YOSHIKA&LISA「love comes and goes」 - 最優秀映画ビデオ賞 - 宇多田ヒカル「Beautiful World」 - 最優秀新人アーティストビデオ賞 - 秦基博「鱗」 - 最優秀ロックビデオ賞 - RADWIMPS「オーダーメイド」 - 最優秀ポップビデオ賞 - アヴリル・ラヴィーン「ガールフレンド」 - 最優秀R&Bビデオ賞 - 安室奈美恵「Hide & Seek」 - 最優秀ヒップホップビデオ賞 - RIP SLYME「I・N・G」 - 最優秀コラボレーションビデオ賞 - 倖田來未「LAST ANGEL feat.東方神起」 - 最優秀アルバム賞 - EXILE「EXILE LOVE」 |
| 第6回武生作曲賞                    | 受賞 - 塚本瑛子『Affine』フルートのための |
| The 2nd Music Revolution           | グランプリ - The coridras |
| 第2回FM FESTIVAL LIFE MUSIC AWARD  | LIFE MUSIC OF THE YEAR - キマグレン |
| 第2回全日本アニソングランプリ      | グランプリ - HIMEKA |
| 第1回eo Music Try                  | - グランプリ - 寺前未来 - 準グランプリ - ずぶろっか - eo特別賞/Pocky賞 - ひマワリ |
| 第回全日本吹奏楽連盟作曲コンクール | 江原大介「躍動する魂 〜吹奏楽のための」 |
| 第1回閃光ライオット                | - グランプリ - Galileo Galilei - 準グランプリ Brian the Sun - 審査員特別賞 - ねごと・ジュブナイルボート |
| 第1回ロックンロール・ハイスクール  | 優勝 - Droog |

## デビュー

### 1月
- 9日 - tick「想-omou-」（再デビュー）
- 9日 - 遊吟「Fate」
- 15日 - 羊毛とおはな「こんにちは。」（インディーズデビュー）
- 16日 - Itsco「Water Lily」
- 16日 - GOLLBETTY「COOL MUSIC」
- 16日 - 遼花「ムネニキボウヲ」
- 16日 - BRIGHT「Brightest Star」
- 16日 - MASS OF THE FERMENTING DREGS「MASS OF THE FERMENTING DREGS」（インディーズデビュー）
- 16日 - YMCK「ファミリージェネシス」
- 23日 - 麻美ゆま「Resolution」
- 23日 - AMBIENCE（白鳥英美子らによる音楽グループ）「Change Tomorrow」
- 23日 - e-sound speaker「Stand by Me」
- 23日 - 臼井嗣人「グッドラックイエスタデー」（メジャーデビュー）
- 23日 - Kalafina「oblivious」
- 23日 - Tiana Xiao「Sweet Obsession」
- 23日 - BIGBELL「風の色」
- 23日 - まきちゃんぐ「ハニー/ちぐさ」
- 23日 - MATCHY with QUESTION?「目覚めろ!野性」
- 23日 - ミラクルひかる「Miracle 1」
- 23日 - ヤマタカEYヨ「RE...REMIX?」
- 23日 - LONG SHOT PARTY「distance」
- 30日 - ala「SEVEN COLORS SAUCE WITH YOU」
- 30日 - L-VOKAL「万歳」
- 30日 - 岡平健治「告白」（ソロデビュー）
- 30日 - 音屋吉右衛門「ヤッターマンの歌」

### 2月
- 6日 - Ailie「風の歌」
- 6日 - ELECTRIC MAMA「THE WALL」
- 6日 - OTOUTA「甘い生活 〜OTOUTA eats Nino Rota〜」（インディーズデビュー）
- 6日 - オトナモード「風になって」
- 6日 - 大橋卓弥「はじまりの歌」（ソロデビュー）
- 6日 - 木山裕策「home」
- 6日 - KUMAMI「雨の翼」（メジャーデビュー）
- 6日 - 九州男「1/6000000000 feat. C&K」（メジャーデビュー）
- 6日 - でんしれんぢ「ゆうきのうた」
- 6日 - PACHANGA「Neo Rhythm」
- 6日 - YAK.「YAK.-One-」
- 6日 - 麗音「トキノ旅人」
- 13日 - Astro「Virus of irony」
- 13日 - SymmetryS「SymmetryS」
- 13日 - 中河内雅貴「Stand Up!」
- 20日 - キマグレン「あえないウタ」
- 20日 - 窪田ミナ「モーメント」
- 20日 - 暮部拓哉「HANA」
- 20日 - Kenny「アナタニアイタイ」
- 20日 - 小島あやめ「あやめのドレミ」
- 20日 - ジェロ「海雪」
- 20日 - 清水翔太「HOME」
- 20日 - 白石桔梗（現：白石乃梨）「BLACK」
- 20日 - 双音家「おはよう」
- 20日 - DJ SILVA「Queen of House」（再デビュー）
- 20日 - 西野カナ「I」
- 20日 - ハーモニカ・ライナーズ「ハーモニカ・ライナーズ」
- 20日 - 秦みずほ「卒業」
- 20日 - パックンマックン「△☐〇コビッチ」
- 27日 - 喜多修平「Breakin' through」
- 27日 - 土田晃之&柳原可奈子「ケロッ!とマーチ2008」
- 27日 - 藤崎マーケット「天下無敵のエクササイズ」

### 3月
- 5日 - 逢川まさき「港たずねびと」
- 5日 - Aira Mitsuki「チャイナ・ディスコティカ」（メジャーデビュー）
- 5日 - under the yaku cedar「cosmo songs」
- 5日 - 石田裕子「Missin’U」
- 5日 - 板尾創路「少年B」
- 5日 - Curly Giraffe「My Dear Friend The Very Best Of Curly Giraffe」
- 5日 - J.A.M「Just A Maestro」
- 5日 - 竹内電気「OK!!」
- 5日 - 平田香織「スタイリッシュスター」
- 5日 - MAKAI「GARDEN」
- 5日 - rain book「千本桜」
- 12日 - 峯田に美津留「つたわり/つたわれ!」
- 12日 - Mebius「夢のカケラ」
- 19日 - IKU「音のない夜空に/木の芽風」
- 19日 - EIGHT TRACK「EPISODE 1」
- 19日 - sg WANNA BE+「I LOVE sg WANNA BE+」（日本デビュー）
- 19日 - 神部冬馬「ニッポン放送「江原啓之の幸せのレッスン」Presents 小さき者」
- 19日 - CORICORI「こりこりまりもっこり」
- 19日 - 高橋秀幸(Project.R)/Project.R(谷本貴義・Sister MAYO・大石憲一郎) with 炎神キッズ「炎神戦隊ゴーオンジャー/炎神ファーストラップ-Type Normal-」
- 19日 - TUT-1026「エブリバディー」
- 19日 - 鶴「恋のゴング」（メジャーデビュー）
- 19日 - PINC INC「デンジャラス・ラブ」（再デビュー）
- 19日 - 藤木一恵「Sunny Day」
- 19日 - MAD CATZ「Girls be Ambitious!」（メジャーデビュー）
- 26日 - 岡本玲「teenage days」
- 26日 - 小谷嘉一「Going to the road」
- 26日 - Saori@destiny「sakura」
- 26日 - 篠崎愛「M」
- 26日 - DJ和「J-ポッパー伝説[DJ 和 in No.1 J-POP MIX]」
- 26日 - blanc.「new world」（ソロデビュー）
- 26日 - 美元智衣「再出発」（再デビュー）
- 26日 - 森川七月「& Jazz」
- 26日 - RED SPIDER「爆走エンジェル」

### 4月
- 2日 - K+S CASE「Re-START」
- 2日 - 藤井リナ「LENA」
- 2日 - FAT PROP「CHANGE THE FUTURE」
- 9日 - THE JETZEJOHNSON「Discoveries」
- 9日 - 羞恥心「羞恥心」
- 16日 - TOKYO MOOD PUNKS「ジェイミー」
- 16日 - 波瑠「I Miss You/Message ～明日の僕へ～」
- 16日 - 福原美穂「CHANGE」（メジャーデビュー）
- 16日 - Wonder-holic「After the rain」
- 23日 - Aura「Pastorale」
- 23日 - Cooley High Harmony「voice from KOBE」
- 23日 - クリスタルズ「CRYSTAL CHILDREN」
- 23日 - こやぶかずとよ「プリン」
- 23日 - 大我「TIGER!」（メジャーデビュー）
- 23日 - たむらぱん「ブタベスト」（CDデビュー）
- 23日 - 多和田えみ「∞infinity∞」
- 23日 - vistlip「Revolver」
- 23日 - 平田裕香「恋のダイヤル6700」
- 23日 - BOOGIE MATSUDA&FUNKY★FREAKS「GOOD CELEBRATION」（再デビュー）
- 23日 - プリングミン「yes,we are.」
- 23日 - YOKO「闘りゃんせ」
- 23日 - りりィ-洋士「FROM・フロム～ツインボーカル～」
- 23日 - LuLu「Dr.ステルベン」
- 30日 - Iyse「No Limit」
- 30日 - Nao'ymt「Nao'ymt WIT' -1st Season-」
- 30日 - 藤澤ノリマサ「ダッタン人の踊り」
- 30日 - 松本隆博「お母ちゃんの言うとおり」（メジャーデビュー）
- 30日 - MilkyWay「アナタボシ」

### 5月
- 1日 - ゴールデンボンバー「抱きしめてシュヴァルツ/童貞が!」（インディーズデビュー）
- 2日 - Laマーズ「夢耳心地」
- 7日 - 稲森寿世「GIRLS STYLE」
- 7日 - COON「星キラリ」
- 7日 - The THREE「裏切り御免」
- 7日 - D「BIRTH」（メジャーデビュー）
- 7日 - DE DE MOUSE「sunset girls」
- 8日 - シェリル・ノーム starring May'n「ダイアモンド クレバス」（再デビュー）
- 9日 - LGYankees「Dear Mama feat. 小田和正/Eternal」
- 13日 - nayuta,KΛNΛ「Candy boy Bring up...LOVE/恋のカタチ」
- 14日 - autumn leave's「Shake IT!」
- 14日 - CLIFF EDGE「to You」
- 14日 - 峰香代子「Movie Star」
- 14日 - warp-generation「終わりのメロディー」
- 21日 - キジ☆ムナ「アリガトウのウタ」
- 21日 - KCB「A RIZE」
- 21日 - ghostnote「スタート」（メジャーデビュー）
- 21日 - 坂詰美紗子「恋の誕生日」（メジャーデビュー）
- 21日 - JAY'ED「Superwoman」
- 21日 - CHEHON「LIKKLE MORE ～めぐりeye～」
- 21日 - TSUYOSHI「優しい涙」
- 21日 - BINECKS「GLORY DAYS」
- 21日 - BIANCA「BIANCA」
- 21日 - VELTPUNCH「CRAWL」
- 21日 - 町田俊行「三日月セレナーデ」
- 21日 - 森翼「雨傘物語/オレンジの街」
- 21日 - ラクダとカッパ「ラクダになるぞ」
- 21日 - Luxis「女神のほほえみ/DOWN TOWN」
- 21日 - LOW JACK THREE「PLAYERS」
- 28日 - ANNA「ラッキーチューン」（ソロデビュー）
- 28日 - 大木こだま「おやじブルース」
- 28日 - TARO SOUL「BIG SOUL」
- 28日 - naomi & goro「Bossa Nova Songbook 1」
- 28日 - PLASTIC LOVE「CRAZY」
- 28日 - ムラマサ☆「SWINGING」
- 28日 - 分島花音「still doll」

### 6月
- 4日 - 梅原司平「愛あればこそ」
- 4日 - 浦沢直樹「月がとっても…」（インディーズデビュー）
- 4日 - ZUKAN「ハイジ」
- 4日 - Hi-Fi CAMP「キズナ」
- 4日 - BECCA「パーフェクト・ミー～完璧な私～」
- 4日 - 宮野真守「Discovery」（正式デビュー）
- 11日 - High-King「C\C（シンデレラ\コンプレックス）」
- 11日 - 増田政夫「淡路島」（インディーズデビュー）
- 18日 - AKANE「Expression」
- 18日 - 猫騙「WARP」（インディーズデビュー）
- 18日 - 鼠先輩「六本木 ～GIROPPON～」（メジャーデビュー）
- 18日 - YOUNGSHIM「Love Rain」
- 18日 - ラングセルモ「猫かぶり姫」
- 18日 - Lil'B「オレンジ」
- 18日 - C&K「CK island」（インディーズデビュー）
- 25日 - 青の時代「休日の空」
- 25日 - エド・はるみ「グーグー Sun バ!」
- 25日 - えりのあ「瞳をとじないで」（インディーズデビュー）
- 25日 - 大石昌良「ほのかてらす」 (ソロデビュー)
- 25日 - camino（メジャーデビュー）「STORY」
- 25日 - kiyo「ARTISAN OF PLEASURE」（ソロデビュー）
- 25日 - cloe「Boys be ambitious」
- 25日 - 倖田梨紗「Special Thanx from...」（インディーズデビュー）
- 25日 - the chef cooks me「ライフスタイル・メイクスマイル コンパクトディスク」（メジャーデビュー）
- 25日 - SHIPS「TOKYO FRIEND☆SHIPS」
- 25日 - 島谷ひとみ×相田みつを「雨の日には 雨の中を 風の日には 風の中を」
- 25日 - デブパレード「Body&Soul/cosmic mind」
- 25日 - 中島愛「星間飛行」
- 25日 - BAND FOR "SANKA"「笑ってみせてくれ」
- 25日 - 卍LINE、「卍LINE」
- 25日 - 六子「心唄」（メジャーデビュー）

### 7月
- 2日 - 雨谷麻世「僕にできること」
- 2日 - 石田ミホコ「一番星」
- 3日 - ウクレレえいじ「葉津紀」（再デビュー）
- 2日 - 桜井くみ子「あばれ船」
- 2日 - シギ「証明」（メジャーデビュー）
- 2日 - 0SOUL7「東京元年」
- 2日 - NUDYLINE「LA BAILARINA CALIENTE」
- 2日 - PIECE4LINE「Melodic youth」
- 2日 - pupa「floating pupa」
- 2日 - MAY'S「My Everything」（メジャーデビュー）
- 2日 - Yummy Yukking「大丈夫。」
- 9日 - HAN-KUN「VOICE MAGICIAN」（ソロデビュー）
- 9日 - pe'zmoku「ギャロップ」
- 9日 - ヨースケ@HOME「パノラマ」
- 10日 - ピーチ&あっくん「なっとう!なっトウッ!」
- 16日 - Clef「DAYDREAMER feat.LGYankees」
- 16日 - 中央特快「Stand Up!」
- 16日 - はいだしょうこ「しょうこのMy Favorite Songs」
- 16日 - FUNKIST「my girl」
- 16日 - fripSide「flower of bravery」
- 16日 - 干場かなえ「アズキイロ」
- 16日 - 松澤ミキ「ラッキーガール」
- 23日 - エノケソ「あの世はパラダイス」
- 23日 - N's「ひとさしゆびクワイエット!」
- 23日 - GOOD CREW「ニッポン ハスキー」
- 23日 - GLACIER「南国少女」
- 23日 - スピードワゴン「夢の途中」
- 23日 - スピカ「BEST!!!」（メジャーデビュー）
- 23日 - タイラトシキ「水平線に家でも建てて」
- 23日 - DJドアラ「ドアラのテーマ」
- 23日 - Naifu「Take The Wave」
- 23日 - マキタ学級「計算とソウル」
- 23日 - MICA 3 CHU「I DON'T KNOW」
- 23日 - UNISON SQUARE GARDEN「センチメンタルピリオド」（メジャーデビュー）
- 30日 - アラジン「陽は、また昇る」
- 30日 - HI-PRIX「Wipe Out/太陽にほえろのテーマ～うちらいい感じ～」
- 30日 - MUSASHI'S「だいすき!! featuring P-A」
- 30日 - よしもとグラビアエージェンシー「小さなハッピーあげましょ」

### 8月
- 2日 - DJ GOMI「CATALYST」
- 6日 - Crimson-FANG「Circle of Life」
- 6日 - SpecialThanks「SEVEN COLORS」（インディーズデビュー）
- 6日 - Peachy's「My Baby Boy」
- 6日 - らっぷびと「RAP BEAT」（メジャーデビュー）
- 6日 - RIKI「MA・TSU・RI」
- 9日 - まえだまえだ「ぐっちょきパンダ」（インディーズデビュー）
- 13日 - 黒石ひとみ「Angel Feather Voice」
- 13日 - 黒瀬真奈美「オモイデ星/笑って」
- 13日 - BES「Come Inna de DANCEHALL」
- 19日 - DAD'S「Love in the Paradise/Swallows Paradise」（インディーズデビュー）
- 20日 - Sweet Vacation「I miss you-ep-」（メジャーデビュー）
- 20日 - Ceiling Touch「into U kiss」
- 20日 - NA-3LDK「Sounds of Colors That Move You」
- 20日 - 福井舞「アイのうた」
- 20日 - machaco「Precious」
- 27日 - エド・はるみ「グーグー Sun バ!」
- 27日 - 沖井礼二「TEOREMA feat.noon Special Limited e.p.」
- 27日 - 狩野英孝「ようこそ!イケメン☆パラダイス」
- 27日 - Safarii「涙音」
- 27日 - DJ MAKIDAI「DJ MAKIDAI from EXILE Treasure MIX」（ソロデビュー）
- 27日 - T-Pistonz「リーヨ〜青春のイナズマイレブン〜」
- 27日 - HI LOCKATION MARKETS「HOP」
- 27日 - 悲愴感「悲愴感」
- 27日 - マドモアゼル・ユリア「Neon Spread」
- 27日 - よしもと☆大阪好っきゃねんず「大阪うまいもんの歌」
- 27日 - livetune feat.初音ミク「Re:package」
- 27日 - LOVEFIXER「夜光/CRYSTAL RAIN」

### 9月
- 3日 - GIRL NEXT DOOR「偶然の確率」
- 3日 - Sonar Pocket「Promise」
- 3日 - 戸松遥「naissance」
- 3日 - Donna Fiore「fiore」
- 3日 - Honey L Days「Go⇒Way/Center of the World」
- 3日 - Blu-Swing「REVISION」
- 3日 - 美月優「あっぱれJAPAN」
- 10日 - arvin homa aya「My mUSic tRee arvin homa aya FEATURING WORKS BEST」
- 10日 - ケイティ・ペリー「ワン・オブ・ザ・ボーイズ」
- 10日 - SONPUB「80 T.O 08 HAHA」
- 10日 - →Pia-no-jaC←「First Contact」（インディーズデビュー）
- 17日 - Shen「SOLAIRO」(ソロデビュー)
- 17日 - JUSTIN NOZUKA「ホーリー」
- 17日 - マイク眞木とダンテ・カーヴァー「のんびり行こう」
- 24日 - Aimmy「ブルー・バイブレーション/風の記憶～to the end of the world～」（ソロデビュー）
- 24日 - UKAWANIMATION!「惑星のポートレイト5億万画素」
- 24日 - ジョンジョリーナ・アリー「鼻毛ボー/ASHIKUSAI」
- 24日 - AOKI takamasa「Private Party」
- 24日 - THE HEAVYMANNERS「THE HEAVYMANNERS」

### 10月
- 1日 - STGM「この胸に…」（メジャーデビュー）
- 1日 - 並木瑠璃「学園天国」
- 1日 - BAReeeeeeeeeeN「足跡」
- 1日 - flumpool「花になれ」（メジャーデビュー）
- 8日 - 上松秀実「Dear My Friends/トラウマ」
- 8日 - かげぼうし「掌」（メジャーデビュー）
- 8日 - KEN THE 390「FANTASTIC WORLD」
- 8日 - 鈴村健一「INTENTION」
- 8日 - VOLA & THE ORIENTAL MACHINE「Halan'na-ca Darkside」（メジャーデビュー）
- 15日 - 大堀めしべ「甘い股関節」
- 15日 - 土屋公平「MUSIC FLOWER」
- 15日 - The New Classics「BIRTH」
- 15日 - THE PREDATORS「牙をみせろ」
- 22日 - Wizard「Sadistrip」
- 22日 - SCANDAL「DOLL」（メジャーデビュー）
- 22日 - セーリング「WHAT FEELING」
- 22日 - MiChi「PROMiSE」
- 29日 - INFLAVA「Doing」
- 29日 - the generous「the generous」
- 29日 - シド「モノクロのキス」（メジャーデビュー）
- 29日 - Nemotroubolter「ネモトラボルタ 1」
- 29日 - 古川雄大「PASTEL GRAFFITI」
- 29日 - Missing Linkと塚地武雅「マイ★レボリューション」
- 29日 - 矢島美容室「ニホンノミカタ -ネバダカラキマシタ-」

### 11月
- 5日 - COVERLAND「アデイト-天使の誘惑-」
- 5日 - ステレオポニー「ヒトヒラのハナビラ」
- 5日 - coldrain「Fiction」
- 5日 - 洸平「STAND UP!」
- 5日 - 星羅「コンパス」（インディーズデビュー）
- 5日 - 渡鬼おやじバンド「熟年援歌どうだ節」
- 12日 - イカルス渡辺「涙の天保山」
- 12日 - 里田まい with 合田兄妹「もうすぐクリスマス」
- 12日 - 辻詩音「Candy kicks」
- 12日 - ナンテンマン「南天のど飴の歌」
- 12日 - PENGIN「オレポーズ 〜俺なりのラブソング〜」
- 12日 - 宮本笑里×solita「東京 et 巴里」
- 19日 - 小川真奈「スッピンロック」（ソロデビュー）
- 19日 - KICKFLIP「プラセンタ」
- 19日 - 圭「the primary.」（ソロデビュー）
- 19日 - 今野英明「ぼくにできること」
- 19日 - TAKU & GORO「RADIO INDIGO」
- 19日 - mina☆muse「ナミダノカワ」
- 19日 - 森野熊八「鶏タンゴ鍋」
- 26日 - absorb featuring 初音ミク「桜ノ雨」
- 26日 - カルカヤマコト「Cool Vibes Makoto Karukaya's Cover Selections」
- 26日 - Jemapur「EVACUATION」
- 26日 - JAPAN-狂撃-SPECIAL「カミカゼロード」
- 26日 - DJ KOMORI「WHAT'S R&B?」
- 26日 - Diggy-MO'「爆走夢歌」（ソロデビュー）
- 26日 - ザ・ニュースペーパー,谷本賢一郎「ニュースペーパー!一発逆転/青空」
- 26日 - ノースリーブス「Relax!」（再デビュー）
- 26日 - Peaky SALT「イトシセツナナミダ」
- 26日 - 松下優也「foolish foolish」

### 12月
- 3日 - agraph「a day,phases」
- 3日 - the guitar plus me「HIGHWAY」
- 3日 - COSMETICS「LOVE IS ALL」
- 3日 - さくらまや「大漁まつり」
- 3日 - スパークリングキッズ「キラ☆キラ/うれしい かんじ」
- 3日 - T4「恋よりも生命よりも～愛と青春の宝塚～」
- 3日 - 永崎翔「答えはそこだ」（メジャーデビュー）
- 3日 - Noa「LUCY LOVE」
- 3日 - VITAMIN-Q「VITAMIN-Q」
- 3日 - MINJI「LOVE ALIVE」
- 10日 - しゅごキャラエッグ!「みんなのたまご」
- 10日 - はるな愛「I・U・YO・NE～」（メジャーデビュー）
- 10日 - マイソウルメイト「すべてを越えて永遠に」
- 17日 - Ordinary Venus「ORDINARY VENUS」
- 17日 - LAZYgunsBRISKY「“Catching!”」
- 17日 - ravex「I RAVE U feat. DJ OZMA」
- 24日 - 大橋のぞみ「ノンちゃん雲に乗る」（ソロデビュー）
- 24日 - DEXPISTOLS&ROC TRAX CREW「ROC TRAX PRESENTS LESSON.05 SATURDAYS」
- 24日 - MELLO「MELLO」
- 24日 - 吉木りさ「夜桜お七」
- 24日 - 凛として時雨「moment A rhythm」

## 北京オリンピックテーマソング
| NHK                                | Mr.Children「GIFT」（北京パラリンピックテーマソングも担当）                                                                                                 |
| 日本テレビ                         | 嵐「風の向こうへ」（夏季2大会連続で、嵐が担当） |
| TBS                                | SMAP「この瞬間、きっと夢じゃない」（夏冬季オリンピック3大会連続担当。夏季2大会連続で、SMAPが担当）                                                          |
| フジテレビ                         | レミオロメン「もっと遠くへ」 |
| テレビ朝日                         | 福山雅治 「HIGHER STAGE」（2大会ぶりに担当、公式カメラマンとしても参加）                                                                                    |
| テレビ東京                         | EXILE「Fly Away」 |
| 文化放送                           | クノシンジ「ヒカルミライ」 |
| ニッポン放送                       | GIRL NEXT DOOR「偶然の確率」 |
| 日本代表応援歌                     | - BAND FOR "SANKA"「笑ってみせてくれ」 - エイジアエンジニア「絶対に負けない!」 - レミオロメン「オーケストラ」（コカ・コーラオリンピックイメージソング兼務） |
| 北京オリンピック野球日本代表応援歌 | 奥田民生「無限の風」 |

## 結成

### アイドル・ガールズグループ・ボーイバンド
- アイスクリー娘。（ - 2010年）
- アトミック・キトゥン
- 安倍なつみ&矢島舞美（℃-ute）（ - 2009年）
- Yes Happy!
- Airy（ - 2008年）
- H&A
- A.B.C-Z
- SKE48
- 恵比寿マスカッツ（ - 2013年）
- 羞恥心（ - 2011年）
- 純情のアフィリア
- SUPER JUNIOR-M
- SM☆SH（ - 2015年）
- They武道（ - 2016年）
- ダビチ
- 2AM
- 2PM
- DNT（ - 2011年?）
- 中山優馬 w/7 WEST（ - 2010年?）
- ノースリーブス
- Happiness
- HIT-5（ - 2015年）
- MADE（ - 2020年）
- ももいろクローバーZ
- U-KISS（ - 2021年）
- レッド・ペッパー・ガールズ
- 渡り廊下走り隊7（ - 2014年）

### バンド・音楽グループ・音楽ユニット
- Early Morning（ - 2012年）
- AUN J-CLASSIC ORCHESTRA
- アスキング・アレクサンドリア
- Another Story
- アマランス
- アラジン（ - 2011年）
- Aldious
- unsuspected monogram
- androp
- ammoflight（ - 2015年）
- Unlucky Morpheus
- いちごくらぶ
- 一途
- ISSEI NORO INSPIRITS
- 井乃頭蓄音団
- イマジン・ドラゴンズ
- Wienners
- ウォーク・ザ・ムーン
- 宇宙人（ - 2014年）
- THE★裏ワザ（ - 2013年）
- ウルトライスタ
- AIR BAND（ - 2009年）
- Eidy
- AA=
- エージェント・フレスコ
- SMV（ - 2009年）
- N's（ - 2012年）
- オースブレイカー
- 踊ってばかりの国
- OBANDOS
- オワリカラ
- girl next door（ - 2013年）
- Kalafina（ - 2019年）
- きいやま商店
- 輝&輝
- キバオブアキバ（ - 2018年）
- 奇妙礼太郎トラベルスイング楽団（ - 2016年）
- CATFIST（ - 2014年）
- Caravan Palace
- Candle（ - ?）
- キュア・カルテット（ - 2008年）
- KiNGONS
- 空想委員会
- クウチュウ戦
- Goodbye holiday（ - 2018年）
- クリスタルズ（ - 2009年）
- 黒船
- ゲット・スケアード（ - 2019年）
- コーザ・ブラーヴァ
- Ghost Cries
- ことのみ児童合唱団
- The kittycat swinger's club
- The SALOVERS（ - 2015年）
- The JADE
- THE NUGGETS
- ザ・シャロウズ（ - 2014年）
- ザ・ストライプス（ - 2018年）
- ザ・なつやすみバンド
- ザ・メン
- 挫・人間
- SAKANAMON
- シクラメン
- Sissy
- Six60
- CIVILIAN
- SHIMA
- 湘南★スーパートピックス
- SILHOUETTE FROM THE SKYLIT
- 真空メロウ
- 神聖かまってちゃん
- 森羅万象
- スウェディッシュ・ハウス・マフィア
- SCOTLAND GIRL（ - 2016年）
- スター混声合唱団
- ズットズレテルズ（ - 2009年）
- せんせいしょん（ - 2011年?）
- sources
- ダイ・アントワード
- TAMTAM
- チカーノ・バットマン
- チキンフット
- チャン・ギハと顔たち（ - 2018年）
- チョン
- 突き指パンダ（ - ?）
- TSUKEMEN
- tio
- THIS IS PANIC（ - 2015年?）
- T-Pistonz+KMC（ - 2014年）
- テスラは泣かない。（ - 2021年）
- TETRA-FANG（ - 2009年）
- toconoma
- TOSHI with T-EARTH
- トリプティコン
- Drawn from Bees
- Don Broco
- 西寺実（ - 2009年?）
- ニシナガレ
- ネオン・インディアン
- 音昏
- ネドリー
- No Gimmick Classics
- ハーツ・ウインズ
- harmonic hammock
- paionia
- バトル・ビースト
- HALIFANIE
- ハル&チッチ歌族
- Hello Sleepwalkers
- HANGRY&ANGRY（ - 2012年）
- VAMPS（ - 2017年）
- HERE
- ピストルジャズ（ - 2021年）
- VITAMIN-Q featuring ANZA（ - 2009年）
- Video Game Orchestra
- ひとりぼっち秀吉BAND
- PINKY DOODLE POODLE
- PINC INC（ - 2009年）
- Fear, and Loathing in Las Vegas
- 04 Limited Sazabys
- boogieman（ - 2011年）
- PRIDE MONSTER FAMILIA
- ブルーマンデーFM
- brainchild's
- 平成維新（ - 2010年）
- ベースインヴェイダーズ
- ペーパー・エアロプレーンズ
- pertorika
- Voice of Mind（ - 2018年）
- ホーリー・グレイル
- ボールズ
- bohemianvoodoo
- POLTA
- WHITE JAM
- white white sisters
- My Hair is Bad
- MAD CATZ（ - 2009年）
- Mamerico
- みそっかす（ - 2020年）
- メジャー・レイザー
- メロウハイプ（ - 2015年）
- MOHIKAN FAMILY'S
- Moran（ - 2015年）
- もるつオーケストラ
- MOROHA
- 族-Yakara-
- 矢島美容室（ - 2012年）
- 指先ノハク（ - 2018年）
- ゆべしス
- YOKARO-MON
- 夜の本気ダンス
- ライズ・オブ・ザ・ノーススター
- Luxis（ - 2011年）
- ラス・カフェテラス
- ラックライフ
- リアクション ザ ブッタ
- Liz triangle
- 竜馬四重奏
- LE VELVETS
- レイ・シュリマー
- レヴォリューション・ルネッサンス（ - 2010年）
- Royal Pirates（ - 2017年）
- ROSARYHILL（ - 2018年?）
- ROTH BART BARON
- 忘れらんねえよ
- 渡鬼おやじバンド

## 再結成・活動再開
- アイリーン・フォーリーン
- 青い三角定規（1月）
- ウルトラヴォックス（11月8日）
- 奇形児
- ザ・クラウン
- サニーデイ・サービス（7月25日）
- C-C-B（4月17日）
- ジェーンズ・アディクション
- Switch Style（12月2日一日限定）
- ストーン・テンプル・パイロッツ（2月）
- 頭脳警察（5月18日）
- SPEED（8月31日）
- トライアンフ
- ニュー・キッズ・オン・ザ・ブロック（4月4日）
- BARBEE BOYS（4月21日）
- バイオハザード
- ペインキラー
- ペスティレンス
- ベヘリット
- リターン・トゥ・フォーエヴァー

## 活動休止・解散
- I THE TENDERNESS（11月）
- アナム&マキ（12月31日）
- Our Love to Stay（5月6日）
- ELLEGARDEN（9月7日）2018年活動再開
- ココナッツ娘。（4月30日）
- ザ・コブラツイスターズ（2月）
- ZIGGY（2月）
- 少年カミカゼ（6月）
- Syrup 16g（3月1日）2014年再結成
- SUPER BUTTER DOG（9月23日）
- smorgas（2月）2010年活動再開
- セックス・ピストルズ
- JELLY→（11月）
- Tourbillon（事実上の活動停止）
- 中ノ森BAND（6月30日）
- 美勇伝（6月29日）
- フォーマット（2月4日）
- RENTRER EN SOI（12月25日）

## 誕生
- 2008年1月2日（17歳） - 大里菜桜（香川県、モデル・歌手、ボンクラ）
- 2008年3月29日（17歳） - 住田萌乃（大阪府、子役、Foorin）
- 2008年4月11日（17歳） - 白浜あや（神奈川県、女優・歌手・タレント、B.O.L.T）
- 2008年4月28日（17歳） - 長野蒼大（静岡県、俳優・歌手、えびポン）
- 2008年9月10日（16歳） - 青山菜花（東京都、女優・歌手・タレント、B.O.L.T）
- 2008年10月14日（16歳） - 岸蒼太（歌手・子役、天才てれびくんYOU）
- 2008年12月22日（16歳） - 千田藍生（大阪府、歌手・子役、Boys be）

## 死去
- 1月2日 - 小野満（千葉県、ジャズミュージシャン、*1929年）
- 1月6日 - 松本理恵（東京都、作詞家・シンガーソングライター、*1980年）
- 1月10日 - 長沢勝俊（東京都、作曲家、*1923年）
- 1月12日 - 鈴木清三（北海道、オーボエ奏者、*1922年）
- 1月22日 - 江藤俊哉（東京都、ヴァイオリニスト、*1927年）
- 1月22日 - ステファン・ニクレスク（、作曲家、*1927年）
- 2月13日 - アンリ・サルヴァドール（、歌手、*1917年）
- 2月19日 - テオ・マセロ（、サクソフォーン奏者、*1925年）
- 2月21日 - ジョー・ギブス（、音楽プロデューサー、*1945年）
- 2月24日 - ラリー・ノーマン（、クリスチャン・ロック歌手、*1947年）
- 2月29日 - 高橋達也（山形県、ジャズサクソフォーン奏者、*1931年）
- 3月2日 - ジェフ・ヒーリー（、ギタリスト・歌手、*1966年）
- 3月3日 - ジュゼッペ・ディ・ステファーノ（、テノール歌手、*1921年）
- 3月3日 - ノーマン・スミス（、音楽プロデューサー、*1923年）
- 3月4日 - レナード・ローゼンマン（、作曲家、*1924年）
- 3月6日 - リリ・ボニッシュ（、歌手、*1921年）
- 3月15日 - マイキー・ドレッド（、レゲエ歌手、*1954年）
- 3月22日 - カチャオ・ロペス（、マンボ音楽家、*1918年）
- 3月24日 - ニール・アスピノール（、音楽プロデューサー、*1941年）
- 4月6日 - 川内康範（北海道、作詞家、*1920年）
- 4月6日 - 多田小餘綾（徳島県、民謡歌手、*1907年）
- 4月24日 - ジミー・ジュフリー（、ジャズクラリネット奏者、*1921年）
- 4月25日 - ハンフリー・リトルトン（、ジャズトランペット奏者、*1921年）
- 4月26日 - ヘンリー・ブラント（、作曲家、*1913年）
- 5月8日 - エディ・アーノルド（、カントリー歌手、*1918年）
- 5月18日 - 大谷和夫（東京都、編曲家、*1946年）
- 5月21日 - 今泉敏郎（福岡県、編曲家、*1951年）
- 5月25日 - 竹本伊達大夫（兵庫県、文楽師、*1929年）
- 5月25日 - 矢田部道一（山口県、シャンソン歌手・作詞家、*1937年）
- 6月2日 - ボ・ディドリー（、ロックミュージシャン、*1928年）
- 6月8日 - シャバン・バイラモビッチ（、ロマ音楽歌手、*1936年）
- 6月14日 - ジャメラォン（、サンバ歌手、*1913年）
- 6月21日 - 千葉馨（大分県、ホルン奏者、*1928年）
- 6月27日 - レイモン・ルフェーブル（、イージーリスニング作曲家、*1929年）
- 6月27日 - レナード・ペナリオ（、ピアニスト、*1924年）
- 6月30日 - アンヘル・タビラ（、作曲家、*1924年）
- 7月1日 - 若林駿介（東京都、オーディオ評論家、*1930年）
- 7月1日 - メル・ギャレー（、ギタリスト、*1948年）
- 7月16日 - ジョー・スタッフォード（、歌手、*1917年）
- 7月24日 - ノーマン・デロ＝ジョイオ（、作曲家、*1913年）
- 7月25日 - ジョニー・グリフィン（、ジャズサクソフォーン奏者、*1928年）
- 7月25日 - ハイラム・ブロック（、ギタリスト、*1955年）
- 7月27日 - ホルスト・シュタイン（、指揮者、*1928年）
- 8月2日 - 服部正（東京都、作曲家、*1908年）
- 8月4日 - 河井英里（東京都、歌手、*1965年）
- 8月4日 - ニコラ・レッシーニョ（、指揮者、*1916年）
- 8月8日 - 竹本綱吉（京都府、女流義太夫、*1905年）
- 8月10日 - アイザック・ヘイズ（、歌手・俳優、*1942年）
- 8月25日 - ペール・ヘンリク・ノルドグレン（、作曲家、*1944年）
- 9月1日 - ジェリー・リード（、カントリー歌手、*1937年）
- 9月12日 - マージョリー・トーマス（、コントラルト歌手、*1923年）
- 9月15日 - リチャード・ライト（、ピンク・フロイドの元メンバー、*1944年）
- 9月16日 - アンドレイ・ヴォルコンスキー（、作曲家・チェンバロ奏者、*1933年）
- 9月18日 - マウリシオ・カーゲル（、作曲家、*1931年）
- 9月20日 - ナッピー・ブラウン（、ブルース歌手、*1929年）
- 9月22日 - 木下龍太郎（栃木県、作詞家、*1938年）
- 10月5日 - 福田和禾子（東京都、作曲家・編曲家、*1941年）
- 10月18日 - デイブ・マッケンナ（、ジャズピアニスト、*1930年）
- 10月19日 - ジャンニ・ライモンディ（、テノール歌手、*1923年）
- 11月3日 - ジャン・フルネ（、指揮者、*1913年）
- 11月3日 - 佐伯亮（東京都、作曲家・編曲家、*1938年）
- 11月12日 - セルジュ・ニグ（、作曲家、*1924年）
- 11月22日 - MCブリード（、ラップミュージシャン、*1971年）
- 11月23日 - リチャード・ヒコックス（、指揮者、*1948年）
- 11月24日 - 廣瀬量平（北海道、作曲家、*1930年）
- 11月30日 - 樋口宗孝（奈良県、ドラマー、*1958年）
- 12月2日 - オデッタ（、フォーク歌手、*1930年）
- 12月5日 - 桃山晴衣（東京都、三味線奏者、*1939年）
- 12月5日 - アンカ・パーゲル（、歌手、*1957年）
- 12月6日 - 遠藤実（東京都、作曲家、*1932年）
- 12月25日 - アーサ・キット（、歌手・女優、*1927年）
- 12月27日 - ロケ・コルデロ（、作曲家、*1917年）
- 12月29日 - フレディ・ハバード（、ジャズトランペット奏者、*1938年）
- 12月31日 - 木下芳丸（東京都、フルート奏者、*1929年）

訃報 2008年も参照。